# Serie B 2016-2017
La Serie B 2016-2017 è stata l'85ª edizione del campionato italiano di calcio di Serie B, disputata tra il 26 agosto 2016 e il 18 maggio 2017 e conclusa con la vittoria della SPAL, al suo secondo titolo.
Capocannoniere del torneo è stato Giampaolo Pazzini (Verona) con 23 reti.

## Stagione
Il campionato è iniziato il 26 agosto 2016 con il primo anticipo del torneo, a cui hanno fatto seguito sabato 27 agosto le restanti sfide della prima giornata e si è concluso il 18 maggio 2017, con la 42ª e ultima giornata del campionato. Anche per questa stagione, sono stati programmati sei turni infrasettimanali: il 20 settembre, il 25 ottobre, il 28 febbraio, il 4, il 17 e 25 aprile. È confermata inoltre la sosta invernale del torneo, fissata nella prima parte di gennaio. L'ultimo turno dell'anno solare, che coinciderà con l'ultimo del girone d'andata, si è disputato infatti venerdì 30 dicembre 2016, ed il campionato è tornato il 20 gennaio con l'anticipo della prima giornata del girone di ritorno. Risulta una novità il fatto che una giornata si è disputata il Lunedì dell'Angelo, nell'occasione il 17 aprile 2017.
Le regioni più rappresentate in questo campionato sono, con 3 squadre a testa, Campania (Avellino, Benevento e Salernitana), Emilia-Romagna (Carpi, Cesena e SPAL) e Veneto (Cittadella, Verona, Vicenza); con 2 rappresentanti vi sono Lazio (Frosinone e Latina), Liguria (Spezia e Virtus Entella), Piemonte (Novara e Pro Vercelli) e Umbria (Perugia e Ternana); con una sola rappresentante ciascuna ci sono Lombardia (Brescia), Marche (Ascoli), Puglia (Bari), Toscana (Pisa), Sicilia (Trapani).

### Novità
Sono state promosse dalla Lega Pro 2015-2016 il Benevento (esordiente in Serie B), il Cittadella, il Pisa e la SPAL, che hanno terminato il campionato rispettivamente al primo posto del gruppo C, primo posto del gruppo A, secondo posto nel gruppo B e primo posto nel gruppo B. Il Pisa per ottenere la promozione in cadetteria ha dovuto affrontare nella finale dei play-off il Foggia: nella gara d'andata i toscani hanno battuto i pugliesi all'Arena Garibaldi per 4-2, pareggiando poi la gara di ritorno allo Zaccheria per 1-1. Dalla Serie A 2015-2016 sono state retrocesse il Carpi e il Frosinone, dopo la loro prima stagione nella massima serie, e il Verona dopo tre stagioni in Serie A.

### Calciomercato

#### Sessione estiva (dal 1/7 al 31/8)
Il Verona, protagonista annunciato, dopo la fine carriera di Luca Toni, che diventa dirigente, ingaggia le punte Simone Ganz, in prestito dalla Juventus, e Davide Luppi, dal retrocesso Modena, il difensore Antonio Caracciolo dal Brescia ed il centrocampista Marco Fossati dal Cagliari. Il Carpi prende il difensore Blanchard dal Frosinone e le punte Andrea Catellani dallo Spezia e Gianmario Comi dal Milan. I ciociari tesserano la punta Cocco e il difensore Brighenti, tutti ex vicentini.
Tra le pretendenti più accreditate per salire in massima serie, si segnalano i molti acquisti effettuati dal Cesena, tra cui il portiere Agazzi, i difensori Balzano, Perticone e Ligi, e il centrocampisti Schiavone e Laribi. Il Bari si assicura l'esperienza dei difensori Mattia Cassani e Vaggelīs Moras, mentre a centrocampo si segnalano gli arrivi di Daprelà e Martinho e del ritorno di Fedato.In attacco arriva Gaetano Monachello, in prestito dall'Atalanta. Il Trapani sconfitto ai play-off ingaggia il promettente portiere Guido Guerrieri dalla Lazio e l'altro estremo difensore Farelli dal Latina, mentre dai cugini della Roma pesca il difensore Bǎlasa, promosso col Crotone. Lo Spezia, ceduti Catellani e Calaiò, quest'ultimo al Parma, si affida alla giovane punta Alessandro Piu dell'Empoli, tesserando poi Pablo Granoche, attaccante svincolato. Il Novara cede l'attaccante González all'Alessandria rimpiazzandolo con Gianluca Sansone dal Bari; inoltre dal Chievo prende il centrocampista polacco Kupisz ed in difesa inserisce Calderoni dal Latina e l'ex trapanese Scognamiglio, preso inizialmente dal Pisa.
Il Brescia, persi alcuni protagonisti della passata stagione come Mazzitelli, Embalo e Geijo, ingaggia la punta Federico Bonazzoli in prestito dalla Sampdoria e l'esperto centrocampista Giampiero Pinzi in uscita dal Chievo. Il Vicenza punta sui difensori Pucino e Zaccardo, ed i centrocampisti Fabinho e Rizzo dal Perugia, che si assicura l'esperienza di Matteo Brighi a centrocampo. L'Avellino prende Alejandro Damián González, Isaac Donkor e Berat Djimsiti in difesa Niccolò Belloni, Stephane Omeonga e Luca Crecco a centrocampo; Matteo Ardemagni e Daniele Verde per l'attacco, Inoltre inserisce dal Parma il laterale di centrocampo Sofiane Bidaoui. La Virtus Entella inserisce in una rosa immutata il centrocampista Luca Tremolada e la punta Giacomo Beretta, ex vercellese. Il Latina prende il portiere Pinsoglio ed il difensore Pol García.
La Pro Vercelli, ceduto il bomber Marchi alla Reggiana, lo sostituisce con Giulio Ebagua e ingaggia il difensore Altobelli dal Frosinone, l'esterno offensivo Palazzi dall'Inter e la punta Vajushi, ex livornesi nonché il portiere Provedel dal Chievo. L'Ascoli riesce a trattenere Cacia e prende il difensore polacco Augustyn, il centrocampista Flavio Lazzari e la punta Leonardo Gatto dall'Atalanta, che si prende Petagna. La Salernitana, dopo la salvezza raggiunta ai play-out ingaggia il difensore Laverone, i centrocampisti Busellato e Della Rocca, il fantasista Alessandro Rosina che passa a titolo definitivo dal Catania, ringiovanendo tuttavia l'attacco con i centravanti Riccardo Improta e João Silva. La Ternana ingaggia l'esperto centrocampista uruguayano Surraco, le promettenti punte delle primavere del Palermo e della Lazio Antonino La Gumina e Simone Palombi, il difensore centrale dell'Atalanta Stefano Cason ed il regista della Fiorentina Jacopo Petriccione. Dopo l'avvicendamento in panchina tra Christian Panucci e Benito Carbone a metà agosto, i rossoverdi ingaggiano anche il portieri Raffaele Di Gennaro; il difensore Matteo Contini ed i centrocampisti Armin Bačinovič, Marino Defendi, Giovanni Di Noia e Lorenzo Di Livio.
Infine le neopromosse: il Cittadella acquista le punte Arrighini e Litteri; la SPAL punta sul giovane portiere Meret dell'Udinese, sul difensore Vicari, sui centrocampisti Arini e Schiattarella e sulle punte Cerri e Antenucci. La debuttante e sorprendente Benevento si affida al portiere Cragno, ai neo-difensori Lorenzo Venuti e Michele Camporese, ai centrocampisti Falco e Chibsah e alle punte Puscas e Ceravolo. Il Pisa prende il portiere Ujkani in prestito dal Genoa, i difensori Longhi dal Sassuolo e Del Fabro in prestito dal Cagliari. Dal Cagliari arriva in prestito anche il promettente Colombatto, ma lui, l'ex-Milan Merkel e il già citato Scognamiglio rescinderanno il loro contratto a causa dei problemi societari del Pisa.

#### Sessione invernale (dal 03/01 al 31/01)
Non apporta cambiamenti significativi alla propria rosa il Verona: a muoversi sono più Bari e Vicenza, che rivoluzionano il loro attacco, scambiandosi le punte Raičević e De Luca. I pugliesi prendono anche gli ex clivensi Floro Flores e Parigini, ed il fantasista Greco dal Verona, mentre i veneti, che ridanno al Bari anche Galano, vedono tornare anche Ebagua, dopo la prima parte di stagione a Vercelli, oltre che all'austriaco Gucher dal Frosinione. Le altre squadre il lotta per la promozione ed i play-off compiono operazioni per sistemare la rosa: il Carpi rinuncia a Catellani e Comi ed ingaggia Beretta dall'Entella e Fedato dal Bari; il Frosinone sistema la difesa con Krajnc dalla Sampdoria e Terranova dal Sassuolo ed il centrocampo con Maiello dall'Empoli e in avanti prende il promettente Mokulu dall'Avellino. Lo Spezia si riprende Giannetti in prestito dal Cagliari fino a fine stagione (ai quali restituisce Deiola), mentre il Perugia prende il portiere Brignoli in prestito dalla Juventus e le punte Mustacchio dalla Pro Vercelli e Forte dalla Lucchese, rescindendo il contratto con Rolando Bianchi. L'Entella ingaggia la punta Catellani dal Carpi, il centrocampista Ardizzone dalla Pro Vercelli ed il difensore Pecorini dall'Ascoli. Tra le tre sorprendenti neopromosse, solo la Spal compie movimenti significativi, con gli addii di Cerri e Beghetto, che passano in Serie A a Pescara e Genoa, ingaggiando Costa a centrocampo e Floccari per l'attacco, subito decisivo. Il Benevento si limita ad aggiungere ad una rosa già rodata i centrocampisti Eramo dalla Sampdoria e Viola dal Novara, mentre il Cittadella prende in prestito il talentuoso attaccante della primavera del Milan, Luca Vido scuola 1997, oltre al ritorno di Iunco.
Tra le altre squadre collocate in posizioni medio basse, la Ternana effettua diverse operazioni, come gli ingaggi di giocatori navigati come Diakitè, Cristian Ledesma e Acquafresca, prendendo in attacco anche l'emergente Monachello dall'Atalanta, via Bari. Il Brescia basa la sua campagna acquisti sulla cessione di Morosini al Genoa e sul ritorno dello svincolato Mauri. In difesa inoltre inserisce Blanchard dal Carpi e Romagna dalla Juventus. Il Novara deve far fronte alle cessioni di Faragò e del già citato Viola, prendendo Chiosa dal Bari e Cinelli dal Cesena. Il Latina rinuncia ad Acosty e Boakye, prendendo Roberto Insigne, prestato dal Napoli, e De Giorgio dal Crotone. Il Cesena saluta la bandiera Djurić e scommette sulla punta Cocco, in arrivo dal Frosinone, prendendo inoltre Crimi dal Carpi e Donkor dall'Avellino. Gli stessi irpini danno fiducia al portiere Lezzerini, in prestito dalla Fiorentina, che sostituisce Frattali, e prendono il centrocampista Moretti dal Latina e la punta Eusepi dal Pisa. La Pro Vercelli pesca Vives ed Aramu dal Torino, mentre rimpolpa l'attacco con Comi dal Carpi. La Salernitana scommette sul portiere Gomis dal Bologna e sul difensore Bittante dal Cagliari. Il Pisa modifica l'attacco con Manaj dall'Inter e Masucci dall'Entella. Il Trapani perde Petković e prende il portiere Pigliacelli e il centrale Fausto Rossi.

### Avvenimenti

#### Girone d'andata
Al termine del girone di andata ad occupare le prime due posizioni (valevoli per la promozione nel massimo campionato italiano) sono il Verona (primo con quarantuno punti e con il miglior attacco frutto dei quaranta gol segnati in ventuno partite) e il Frosinone (secondo con trentotto punti). La zona play-off è, invece, capitanata da un terzetto di neopromosse con Benevento (squadra col miglior rendimento casalingo ed appena due gol incassati nel proprio stadio) e SPAL (squadra con più gol segnati nelle gare casalinghe) appaiate a quota trentasei punti e il Cittadella, capolista solitario sino all'ottava giornata, con due punti in meno. Carpi (squadra col miglior rendimento esterno con ben diciassette punti ottenuti lontano dalle «mura amiche»), Perugia e Virtus Entella occupano gli ultimi tre posti play-off.
Sul fondo della classifica, invece, la zona rossa è occupata dall'Avellino, dalla Ternana e dal Trapani (squadra col peggiore rendimento casalingo e un solo successo all'attivo, 1-0 contro il Benevento) con rispettivamente ventuno, venti e tredici punti totalizzati in ventuno gare di campionato. Poco sopra le tre squadre sopracitate e a «rischio play-out» si trovano, al giro di boa, Cesena (squadra col peggior rendimento esterno del campionato con soli tre punti raccolti in undici trasferte) e il neopromosso Pisa (squadra con il peggiore attacco e la migliore difesa del campionato).

#### Girone di ritorno
I primi verdetti del campionato cadetto arrivano dalla parte bassa della classifica: Latina e Pisa, anche per colpa delle penalizzazioni subite, retrocedono in Serie C (i toscani dopo un solo anno dalla promozione). Il 13 maggio 2017 si decide la prima promossa in Serie A: è la neopromossa SPAL, che alla penultima giornata della stagione regolare perde 2-1 in casa della Ternana ma mantiene quattro punti di vantaggio sul Frosinone terzo, grazie alla sconfitta dei ciociari con lo stesso risultato sul campo del Benevento, che sigla il gol vittoria al 93' con Fabio Ceravolo. L'Avellino e il Trapani, grazie ad una ripresa ad inizio girone di ritorno, provano ad allontanarsi dalla zona rossa, mentre la Ternana si rialza da marzo a seguito dell'arrivo di Fabio Liverani dopo l'esonero di Carmine Gautieri (che a sua volta era subentrato a Benito Carbone in gennaio). All'ultima di campionato si decide invece la squadra che accompagna la SPAL in Serie A direttamente: si tratta del Verona, dopo un solo anno di assenza dalla massima serie. Nella stessa giornata arrivano i verdetti nella cosiddetta zona rossa, con Vicenza e Trapani retrocesse senza disputare i play-out, che secondo regolamento non vanno disputati per il distacco superiore ai 4 punti della quartultima dalla quintultima, mentre il distacco del Trapani è di 5 punti dalla Ternana quintultima.

#### I play-off
Ai play-off accedono invece Frosinone e Perugia come teste di serie, mentre Benevento, Cittadella, Carpi e Spezia partono dai preliminari. A spuntarla ai play-off è il Benevento dopo aver sconfitto per 2-1 lo Spezia nel turno preliminare, il Perugia nelle semifinali con un punteggio complessivo di 2-1 e il Carpi in finale per 1-0 conquistando così la sua prima storica promozione in Serie A diventando così anche la prima squadra a compiere il doppio salto dalla Lega Pro alla Serie A alla sua prima apparizione in Serie B.

## Squadre partecipanti
| Club           | Stagione | Città           | Stadio                                             | Stagione precedente                                         |
| -------------- | -------- | --------------- | -------------------------------------------------- | ----------------------------------------------------------- |
| Ascoli         | dettagli | Ascoli Piceno   | Stadio Cino e Lillo Del Duca                       | 15º posto in Serie B                                        |
| Avellino       | dettagli | Avellino        | Stadio Partenio-Adriano Lombardi                   | 14º posto in Serie B                                        |
| Bari           | dettagli | Bari            | Stadio San Nicola                                  | 5º posto in Serie B                                         |
| Benevento      | dettagli | Benevento       | Stadio Ciro Vigorito                               | 1º posto nel girone C di Lega Pro, promosso                 |
| Brescia        | dettagli | Brescia         | Stadio Mario Rigamonti                             | 11º posto in Serie B                                        |
| Carpi          | dettagli | Carpi (MO)      | Stadio Sandro Cabassi                              | 18º posto in Serie A, retrocesso                            |
| Cesena         | dettagli | Cesena          | Orogel Stadium-Dino Manuzzi                        | 6º posto in Serie B                                         |
| Cittadella     | dettagli | Cittadella (PD) | Stadio Piercesare Tombolato                        | 1º posto nel girone A di Lega Pro, promosso                 |
| Frosinone      | dettagli | Frosinone       | Stadio Comunale Matusa                             | 19º posto in Serie A, retrocesso                            |
| Latina         | dettagli | Latina          | Stadio Domenico Francioni                          | 16º posto in Serie B                                        |
| Novara         | dettagli | Novara          | Stadio Silvio Piola                                | 8º posto in Serie B                                         |
| Perugia        | dettagli | Perugia         | Stadio Renato Curi                                 | 10º posto in Serie B                                        |
| Pisa           | dettagli | Pisa            | Stadio Arena Garibaldi-Romeo Anconetani            | 2º posto nel girone B di Lega Pro, promosso dopo i play-off |
| Pro Vercelli   | dettagli | Vercelli        | Stadio Silvio Piola                                | 17º posto in Serie B                                        |
| Salernitana    | dettagli | Salerno         | Stadio Arechi                                      | 18º posto in Serie B                                        |
| SPAL           | dettagli | Ferrara         | Stadio Paolo Mazza                                 | 1º posto nel girone B di Lega Pro, promossa                 |
| Spezia         | dettagli | La Spezia       | Stadio Alberto Picco                               | 7º posto in Serie B                                         |
| Ternana        | dettagli | Terni           | Stadio Libero Liberati                             | 12º posto in Serie B                                        |
| Trapani        | dettagli | Trapani         | Stadio Polisportivo Provinciale (Erice-Casa Santa) | 3º posto in Serie B                                         |
| Verona         | dettagli | Verona          | Stadio Marcantonio Bentegodi                       | 20º posto in Serie A, retrocesso                            |
| Vicenza        | dettagli | Vicenza         | Stadio Romeo Menti                                 | 13º posto in Serie B                                        |
| Virtus Entella | dettagli | Chiavari (GE)   | Stadio Comunale                                    | 9º posto in Serie B                                         |

## Allenatori e primatisti
Fonte:
| Squadra        | Allenatore                                                                  | Calciatore più presente                             | Cannoniere                           |
| -------------- | --------------------------------------------------------------------------- | --------------------------------------------------- | ------------------------------------ |
| Ascoli         | Alfredo Aglietti                                                            | Ivan Lanni, Riccardo Orsolini (41)                  | Daniele Cacia (12)                   |
| Avellino       | Domenico Toscano (1ª-16ª) Walter Novellino (17ª-42ª)                        | Angelo D'Angelo (37)                                | Matteo Ardemagni (13)                |
| Bari           | Roberto Stellone (1ª-13ª) Stefano Colantuono (14ª-42ª)                      | Alessandro Micai (39)                               | Cristian Galano (8)                  |
| Benevento      | Marco Baroni                                                                | Fabio Lucioni (41)                                  | Fabio Ceravolo (20)                  |
| Brescia        | Cristian Brocchi (1ª-30ª) Luigi Cagni (31ª-42ª)                             | Joel Untersee (39)                                  | Andrea Caracciolo (14)               |
| Carpi          | Fabrizio Castori                                                            | Kevin Lasagna (42)                                  | Kevin Lasagna (14)                   |
| Cesena         | Massimo Drago (1ª-12ª) Andrea Camplone (13ª-42ª)                            | Luca Garritano (38)                                 | Camillo Ciano (15)                   |
| Cittadella     | Roberto Venturato                                                           | Enrico Alfonso (41)                                 | Gianluca Litteri (13)                |
| Frosinone      | Pasquale Marino                                                             | Paolo Sammarco, Daniel Ciofani (41)                 | Federico Dionisi (17)                |
| Latina         | Vincenzo Vivarini                                                           | Carlo Pinsoglio (39)                                | Daniele Corvia (7)                   |
| Novara         | Roberto Boscaglia                                                           | Federico Casarini (38)                              | Andrey Galabinov (12)                |
| Perugia        | Cristian Bucchi                                                             | Gianluca Di Chiara (38)                             | Samuel Di Carmine (13)               |
| Pisa           | Gennaro Gattuso                                                             | Alessandro Longhi, Daniele Mannini, Luca Verna (37) | Daniele Mannini, Gaetano Masucci (4) |
| Pro Vercelli   | Moreno Longo                                                                | Ivan Provedel (40)                                  | Andrea La Mantia (9)                 |
| Salernitana    | Giuseppe Sannino (1ª-16ª) Alberto Bollini (17ª-42ª)                         | Massimo Coda (40)                                   | Massimo Coda (16)                    |
| SPAL           | Leonardo Semplici                                                           | Manuel Lazzari (39)                                 | Mirco Antenucci (18)                 |
| Spezia         | Domenico Di Carlo                                                           | Leandro Chichizola (42)                             | Pablo Granoche (12)                  |
| Ternana        | Benito Carbone (1ª-22ª) Carmine Gautieri (23ª-29ª) Fabio Liverani (30ª-42ª) | César Falletti, Felipe Avenatti (40)                | Felipe Avenatti (12)                 |
| Trapani        | Serse Cosmi (1ª-16ª) Valeriano Recchi (17ª) Alessandro Calori (18ª-42ª)     | Antonino Barillà (39)                               | Igor Coronado (11)                   |
| Verona         | Fabio Pecchia                                                               | Nicolas (42)                                        | Giampaolo Pazzini (23)               |
| Vicenza        | Franco Lerda (1ª-7ª) Pierpaolo Bisoli (8ª-36ª) Vincenzo Torrente (37ª-42ª)  | Francesco Signori (38)                              | Raffaele Pucino, Nicola Bellomo (5)  |
| Virtus Entella | Roberto Breda (1ª-39ª) Gianpaolo Castorina (40ª-42ª)                        | Alessandro Iacobucci (41)                           | Francesco Caputo (18)                |

## Classifica finale
|  | Pos. | Squadra        | Punti | G  | V  | N  | P  | GF | GS | DR  |
|  | ---- | -------------- | ----- | -- | -- | -- | -- | -- | -- | --- |
|  | 1.   | SPAL           | 78    | 42 | 22 | 12 | 8  | 66 | 39 | +27 |
|  | 2.   | Verona         | 74    | 42 | 20 | 14 | 8  | 64 | 40 | +24 |
|  | 3.   | Frosinone      | 74    | 42 | 21 | 11 | 10 | 57 | 42 | +15 |
|  | 4.   | Perugia        | 65    | 42 | 15 | 20 | 7  | 54 | 40 | +14 |
|  | 5.   | Benevento (-1) | 65    | 42 | 18 | 12 | 12 | 56 | 42 | +14 |
|  | 6.   | Cittadella     | 63    | 42 | 19 | 6  | 17 | 60 | 54 | +6  |
|  | 7.   | Carpi          | 62    | 42 | 16 | 14 | 12 | 41 | 40 | +1  |
|  | 8.   | Spezia         | 60    | 42 | 15 | 15 | 12 | 38 | 34 | +4  |
|  | 9.   | Novara         | 56    | 42 | 15 | 11 | 16 | 48 | 50 | -2  |
|  | 10.  | Salernitana    | 54    | 42 | 13 | 15 | 14 | 44 | 44 | 0   |
|  | 11.  | Virtus Entella | 54    | 42 | 13 | 15 | 14 | 54 | 51 | +3  |
|  | 12.  | Bari           | 53    | 42 | 13 | 14 | 15 | 39 | 44 | -5  |
|  | 13.  | Cesena         | 53    | 42 | 12 | 17 | 13 | 51 | 48 | +3  |
|  | 14.  | Avellino (-2)  | 50    | 42 | 13 | 13 | 16 | 40 | 55 | -15 |
|  | 15.  | Brescia        | 50    | 42 | 11 | 17 | 14 | 49 | 58 | -9  |
|  | 16.  | Ascoli         | 49    | 42 | 10 | 19 | 13 | 44 | 49 | -5  |
|  | 17.  | Pro Vercelli   | 49    | 42 | 10 | 19 | 13 | 35 | 45 | -10 |
|  | 18.  | Ternana        | 49    | 42 | 13 | 10 | 19 | 42 | 53 | -11 |
|  | 19.  | Trapani        | 44    | 42 | 10 | 14 | 18 | 45 | 55 | -10 |
|  | 20.  | Vicenza        | 41    | 42 | 9  | 14 | 19 | 33 | 52 | -19 |
|  | 21.  | Latina (-4)    | 35    | 42 | 6  | 21 | 15 | 38 | 50 | -12 |
|  | 22.  | Pisa (-4)      | 35    | 42 | 6  | 21 | 15 | 23 | 36 | -13 |

Legenda:
      Promosso in Serie A 2017-2018.
  Partecipa ai play-off o ai play-out.
      Retrocesso in Serie C 2017-2018.
Regolamento:
Tre punti a vittoria, uno a pareggio, zero a sconfitta.
In caso di arrivo di due o più squadre a pari punti, la graduatoria verrà stilata secondo la classifica avulsa tra le squadre interessate che prevede, in ordine, i seguenti criteri::
- Punti negli scontri diretti.
- Differenza reti negli scontri diretti.
- Differenza reti generale.
- Reti realizzate in generale.
- Sorteggio.

Note:
Il Latina ha scontato 4 punti di penalizzazione. A fine stagione è stato escluso dal campionato di calcio italiano, poi viene rifondato in Serie D 2017-2018
Il Pisa ha scontato 4 punti di penalizzazione.
L'Avellino ha scontato 2 punti di penalizzazione.
Il Benevento ha scontato 1 punto di penalizzazione.

### Squadra campione
| Formazione tipo | Giocatori (presenze)          |
| --- | ----------------------------- |
| Meret Giani Vicari Cremonesi Lazzari Schiattarella Arini Mora Del Grosso Zigoni Antenucci | Alex Meret (30)               |
| Meret Giani Vicari Cremonesi Lazzari Schiattarella Arini Mora Del Grosso Zigoni Antenucci | Nicholas Giani (27)           |
| Meret Giani Vicari Cremonesi Lazzari Schiattarella Arini Mora Del Grosso Zigoni Antenucci | Francesco Vicari (34)         |
| Meret Giani Vicari Cremonesi Lazzari Schiattarella Arini Mora Del Grosso Zigoni Antenucci | Michele Cremonesi (29)        |
| Meret Giani Vicari Cremonesi Lazzari Schiattarella Arini Mora Del Grosso Zigoni Antenucci | Manuel Lazzari (39)           |
| Meret Giani Vicari Cremonesi Lazzari Schiattarella Arini Mora Del Grosso Zigoni Antenucci | Pasquale Schiattarella (36)   |
| Meret Giani Vicari Cremonesi Lazzari Schiattarella Arini Mora Del Grosso Zigoni Antenucci | Mariano Arini (37)            |
| Meret Giani Vicari Cremonesi Lazzari Schiattarella Arini Mora Del Grosso Zigoni Antenucci | Luca Mora (35)                |
| Meret Giani Vicari Cremonesi Lazzari Schiattarella Arini Mora Del Grosso Zigoni Antenucci | Cristiano Del Grosso (22)     |
| Meret Giani Vicari Cremonesi Lazzari Schiattarella Arini Mora Del Grosso Zigoni Antenucci | Gianmarco Zigoni (36)         |
| Meret Giani Vicari Cremonesi Lazzari Schiattarella Arini Mora Del Grosso Zigoni Antenucci | Mirco Antenucci (37)          |
| Meret Giani Vicari Cremonesi Lazzari Schiattarella Arini Mora Del Grosso Zigoni Antenucci | Allenatore: Leonardo Semplici |
| Altri giocatori: Michele Castagnetti (29), Mattia Finotto (29), Daniele Gasparetto (24), Kevin Bonifazi (20), Sergio Floccari (16), Eros Schiavon (16), Filippo Costa (15), Alberto Cerri (15), Andrea Beghetto (13), Paolo Branduani (7), Paolo Ghiglione (7), Mirco Spighi (7), Tommaso Silvestri (6), Gabriele Marchegiani (5), Simone Pontisso (5), Luigi Grassi (2), Alberto Picchi (2), Giacomo Poluzzi (1), Gabriel Strefezza (1). |                               |

## Risultati

### Tabellone
Ogni riga indica i risultati casalinghi della squadra segnata a inizio della riga, contro le squadre segnate colonna per colonna (che invece avranno giocato l'incontro in trasferta). Al contrario, leggendo la colonna di una squadra si avranno i risultati ottenuti dalla stessa in trasferta, contro le squadre segnate in ogni riga, che invece avranno giocato l'incontro in casa.
|                | ASC  | AVE  | BAR  | BEN  | BRE  | CAR  | CES  | CIT  | FRO  | LAT  | NOV  | PER  | PIS  | PRV  | SAL  | SPA  | SPE  | TER  | TRA  | VER  | VIC  | VET  |
| -------------- | ---- | ---- | ---- | ---- | ---- | ---- | ---- | ---- | ---- | ---- | ---- | ---- | ---- | ---- | ---- | ---- | ---- | ---- | ---- | ---- | ---- | ---- |
| Ascoli         | –––– | 2-0  | 1-1  | 1-1  | 0-0  | 1-2  | 0-0  | 2-1  | 1-1  | 2-2  | 1-2  | 2-2  | 2-4  | 3-1  | 0-0  | 1-1  | 0-2  | 1-2  | 2-2  | 1-4  | 2-0  | 2-1  |
| Avellino       | 1-2  | –––– | 1-1  | 1-1  | 1-1  | 1-0  | 1-1  | 0-1  | 0-1  | 2-1  | 1-1  | 0-5  | 1-0  | 3-2  | 3-2  | 1-0  | 1-0  | 1-0  | 0-0  | 2-0  | 3-1  | 2-2  |
| Bari           | 0-1  | 2-1  | –––– | 0-4  | 2-0  | 2-0  | 2-1  | 1-2  | 1-0  | 2-0  | 0-0  | 0-0  | 0-0  | 2-0  | 2-0  | 1-1  | 1-1  | 3-1  | 3-0  | 0-2  | 2-1  | 1-1  |
| Benevento      | 0-0  | 2-1  | 3-4  | –––– | 4-0  | 3-0  | 2-1  | 1-0  | 2-1  | 2-1  | 1-0  | 0-0  | 1-0  | 1-1  | 1-1  | 2-0  | 1-0  | 2-1  | 1-3  | 2-0  | 0-0  | 0-0  |
| Brescia        | 1-0  | 0-2  | 1-1  | 1-0  | –––– | 2-2  | 3-2  | 4-1  | 2-0  | 1-1  | 0-0  | 1-1  | 1-1  | 2-1  | 1-1  | 1-3  | 1-1  | 2-1  | 2-1  | 0-1  | 2-1  | 2-2  |
| Carpi          | 0-2  | 1-1  | 2-0  | 1-1  | 2-1  | –––– | 1-2  | 2-0  | 0-0  | 2-0  | 2-0  | 0-0  | 1-1  | 0-0  | 2-0  | 1-4  | 1-0  | 1-1  | 2-1  | 1-1  | 0-0  | 2-1  |
| Cesena         | 2-2  | 3-0  | 1-1  | 4-1  | 1-1  | 1-0  | –––– | 3-0  | 1-1  | 2-2  | 0-1  | 1-1  | 2-0  | 1-2  | 0-0  | 1-1  | 1-0  | 1-0  | 3-1  | 0-0  | 1-1  | 0-1  |
| Cittadella     | 0-1  | 1-3  | 2-0  | 1-0  | 0-3  | 4-1  | 2-3  | –––– | 2-3  | 2-1  | 3-1  | 1-1  | 1-0  | 0-0  | 2-0  | 1-2  | 1-0  | 2-0  | 3-2  | 5-1  | 2-0  | 2-1  |
| Frosinone      | 3-1  | 1-1  | 3-1  | 3-2  | 1-0  | 1-0  | 2-1  | 1-1  | –––– | 2-1  | 2-3  | 1-2  | 0-0  | 2-1  | 1-3  | 2-1  | 2-0  | 1-1  | 1-0  | 1-0  | 3-1  | 2-0  |
| Latina         | 0-0  | 0-0  | 2-1  | 1-1  | 1-1  | 0-1  | 1-1  | 0-2  | 0-1  | –––– | 0-1  | 2-2  | 1-1  | 0-0  | 1-1  | 1-2  | 0-0  | 1-1  | 2-0  | 2-0  | 0-1  | 1-1  |
| Novara         | 1-0  | 1-0  | 1-0  | 1-0  | 2-3  | 2-1  | 3-1  | 1-1  | 1-2  | 2-2  | –––– | 0-1  | 1-1  | 0-0  | 1-0  | 0-1  | 2-1  | 1-2  | 2-2  | 2-2  | 2-1  | 2-0  |
| Perugia        | 0-0  | 3-0  | 0-1  | 3-1  | 3-2  | 0-2  | 3-3  | 2-0  | 1-1  | 1-1  | 0-0  | –––– | 2-2  | 1-0  | 3-2  | 1-0  | 0-0  | 1-1  | 1-1  | 1-1  | 1-0  | 0-0  |
| Pisa           | 2-1  | 0-1  | 0-0  | 0-3  | 1-0  | 0-0  | 0-1  | 1-4  | 0-0  | 1-1  | 1-0  | 0-1  | –––– | 1-1  | 0-1  | 0-1  | 0-0  | 1-0  | 1-0  | 0-0  | 0-1  | 1-1  |
| Pro Vercelli   | 1-1  | 1-1  | 1-0  | 0-1  | 2-2  | 0-0  | 1-0  | 1-5  | 2-0  | 1-1  | 2-1  | 0-1  | 0-0  | –––– | 0-0  | 3-1  | 0-2  | 1-0  | 1-3  | 1-1  | 1-1  | 1-0  |
| Salernitana    | 2-0  | 2-0  | 0-0  | 2-1  | 2-0  | 1-2  | 1-1  | 0-0  | 1-3  | 2-1  | 0-0  | 2-1  | 0-0  | 1-1  | –––– | 1-2  | 1-0  | 4-2  | 2-0  | 1-1  | 2-3  | 1-1  |
| SPAL           | 1-1  | 3-0  | 2-1  | 2-0  | 3-2  | 3-1  | 2-0  | 2-1  | 0-2  | 0-0  | 2-0  | 2-0  | 1-1  | 0-0  | 3-2  | –––– | 2-1  | 4-0  | 2-1  | 1-3  | 3-0  | 2-2  |
| Spezia         | 2-1  | 2-1  | 1-0  | 1-3  | 2-0  | 0-1  | 1-0  | 1-1  | 0-0  | 3-2  | 1-0  | 2-1  | 0-0  | 2-1  | 1-1  | 0-0  | –––– | 2-0  | 2-2  | 1-4  | 0-0  | 2-0  |
| Ternana        | 0-1  | 4-1  | 0-0  | 0-1  | 1-0  | 0-0  | 1-1  | 1-0  | 2-0  | 0-1  | 4-3  | 0-1  | 1-0  | 1-2  | 1-0  | 2-1  | 1-1  | –––– | 2-1  | 0-3  | 1-2  | 3-0  |
| Trapani        | 1-1  | 0-0  | 4-0  | 1-0  | 0-0  | 0-1  | 1-2  | 0-2  | 1-4  | 1-1  | 2-1  | 3-0  | 1-0  | 1-1  | 1-0  | 1-1  | 0-0  | 2-2  | –––– | 0-2  | 0-1  | 2-0  |
| Verona         | 0-0  | 3-1  | 1-0  | 2-2  | 2-2  | 1-1  | 3-0  | 2-0  | 2-0  | 4-1  | 0-4  | 2-2  | 1-1  | 3-0  | 2-0  | 0-0  | 0-1  | 2-0  | 2-0  | –––– | 3-2  | 1-0  |
| Vicenza        | 1-1  | 0-0  | 0-0  | 0-0  | 1-1  | 0-2  | 0-0  | 2-0  | 1-1  | 0-1  | 3-1  | 1-4  | 2-1  | 0-1  | 0-1  | 1-1  | 0-1  | 0-1  | 0-1  | 1-0  | –––– | 2-2  |
| Virtus Entella | 2-1  | 2-0  | 2-0  | 3-2  | 4-0  | 2-0  | 2-1  | 4-1  | 2-1  | 0-1  | 4-1  | 2-1  | 0-0  | 0-0  | 0-1  | 0-3  | 1-1  | 1-1  | 2-2  | 1-2  | 4-1  | –––– |

### Calendario
Il calendario del campionato è stato presentato dalla Lega Serie B il 3 agosto 2016 a Cesena.
| andata (1ª) | andata (1ª) | 1ª giornata              | ritorno (22ª) | ritorno (22ª) |  |
|             |             |                          |               |               |  |
| 27 ago.     | 1-1         | Avellino-Brescia         | 2-0           | 21 gen.       |  |
| 27 ago.     | 1-2         | Bari-Cittadella          | 0-2           | 21 gen.       |  |
| 27 ago.     | 2-0         | Benevento-SPAL           | 0-2           | 21 gen.       |  |
| 29 ago.     | 1-1         | Cesena-Perugia           | 3-3           | 23 gen.       |  |
| 27 ago.     | 2-0         | Frosinone-Virtus Entella | 1-2           | 21 gen.       |  |
| 27 ago.     | 4-1         | Verona-Latina            | 0-2           | 21 gen.       |  |
| 28 ago.     | 2-2         | Novara-Trapani           | 1-2           | 21 gen.       |  |
| 27 ago.     | 1-1         | Pro Vercelli-Ascoli      | 1-3           | 14 feb.       |  |
| 26 ago.     | 1-1         | Spezia-Salernitana       | 0-1           | 22 gen.       |  |
| 7 set.      | 1-0         | Ternana-Pisa             | 0-1           | 21 gen.       |  |
| 27 ago.     | 0-2         | Vicenza-Carpi            | 0-0           | 21 gen.       |  |

| andata (2ª) | andata (2ª) | 2ª giornata             | ritorno (23ª) | ritorno (23ª) |  |
|             |             |                         |               |               |  |
| 27 set.     | 0-0         | Ascoli-Cesena           | 2-2           | 28 gen.       |  |
| 3 set.      | 2-0         | Brescia-Frosinone       | 0-1           | 27 gen.       |  |
| 4 set.      | 1-1         | Carpi-Benevento         | 0-3           | 28 gen.       |  |
| 3 set.      | 2-0         | Cittadella-Ternana      | 0-1           | 28 gen.       |  |
| 4 set.      | 0-0         | Latina-Spezia           | 2-3           | 30 gen.       |  |
| 3 set.      | 0-1         | Perugia-Bari            | 0-0           | 28 gen.       |  |
| 4 set.      | 1-0         | Pisa-Novara             | 1-1           | 28 gen.       |  |
| 4 set.      | 1-1         | Salernitana-Verona      | 0-2           | 29 gen.       |  |
| 4 set.      | 3-0         | SPAL-Vicenza            | 1-1           | 28 gen.       |  |
| 4 set.      | 1-1         | Trapani-Pro Vercelli    | 3-1           | 28 gen.       |  |
| 4 set.      | 2-0         | Virtus Entella-Avellino | 2-2           | 28 gen.       |  |

| andata (1ª) | andata (1ª) | 1ª giornata              | ritorno (22ª) | ritorno (22ª) |  |
|             |             |                          |               |               |  |
| 27 ago.     | 1-1         | Avellino-Brescia         | 2-0           | 21 gen.       |  |
| 27 ago.     | 1-2         | Bari-Cittadella          | 0-2           | 21 gen.       |  |
| 27 ago.     | 2-0         | Benevento-SPAL           | 0-2           | 21 gen.       |  |
| 29 ago.     | 1-1         | Cesena-Perugia           | 3-3           | 23 gen.       |  |
| 27 ago.     | 2-0         | Frosinone-Virtus Entella | 1-2           | 21 gen.       |  |
| 27 ago.     | 4-1         | Verona-Latina            | 0-2           | 21 gen.       |  |
| 28 ago.     | 2-2         | Novara-Trapani           | 1-2           | 21 gen.       |  |
| 27 ago.     | 1-1         | Pro Vercelli-Ascoli      | 1-3           | 14 feb.       |  |
| 26 ago.     | 1-1         | Spezia-Salernitana       | 0-1           | 22 gen.       |  |
| 7 set.      | 1-0         | Ternana-Pisa             | 0-1           | 21 gen.       |  |
| 27 ago.     | 0-2         | Vicenza-Carpi            | 0-0           | 21 gen.       |  |

| andata (2ª) | andata (2ª) | 2ª giornata             | ritorno (23ª) | ritorno (23ª) |  |
|             |             |                         |               |               |  |
| 27 set.     | 0-0         | Ascoli-Cesena           | 2-2           | 28 gen.       |  |
| 3 set.      | 2-0         | Brescia-Frosinone       | 0-1           | 27 gen.       |  |
| 4 set.      | 1-1         | Carpi-Benevento         | 0-3           | 28 gen.       |  |
| 3 set.      | 2-0         | Cittadella-Ternana      | 0-1           | 28 gen.       |  |
| 4 set.      | 0-0         | Latina-Spezia           | 2-3           | 30 gen.       |  |
| 3 set.      | 0-1         | Perugia-Bari            | 0-0           | 28 gen.       |  |
| 4 set.      | 1-0         | Pisa-Novara             | 1-1           | 28 gen.       |  |
| 4 set.      | 1-1         | Salernitana-Verona      | 0-2           | 29 gen.       |  |
| 4 set.      | 3-0         | SPAL-Vicenza            | 1-1           | 28 gen.       |  |
| 4 set.      | 1-1         | Trapani-Pro Vercelli    | 3-1           | 28 gen.       |  |
| 4 set.      | 2-0         | Virtus Entella-Avellino | 2-2           | 28 gen.       |  |

| andata (3ª) | andata (3ª) | 3ª giornata             | ritorno (24ª) | ritorno (24ª) |  |
|             |             |                         |               |               |  |
| 10 set.     | 1-1         | Ascoli-SPAL             | 1-1           | 4 feb.        |  |
| 10 set.     | 0-0         | Avellino-Trapani        | 0-0           | 6 feb.        |  |
| 10 set.     | 2-0         | Benevento-Verona        | 2-2           | 3 feb.        |  |
| 10 set.     | 1-1         | Brescia-Perugia         | 2-3           | 4 feb.        |  |
| 9 set.      | 1-0         | Cesena-Carpi            | 2-1           | 5 feb.        |  |
| 10 set.     | 2-1         | Frosinone-Latina        | 1-0           | 4 feb.        |  |
| 10 set.     | 1-0         | Novara-Salernitana      | 0-0           | 4 feb.        |  |
| 10 set.     | 1-5         | Pro Vercelli-Cittadella | 0-0           | 4 feb.        |  |
| 11 set.     | 1-1         | Ternana-Spezia          | 0-2           | 4 feb.        |  |
| 12 set.     | 0-0         | Virtus Entella-Pisa     | 1-1           | 4 feb.        |  |
| 10 set.     | 0-0         | Vicenza-Bari            | 1-2           | 4 feb.        |  |

| andata (4ª) | andata (4ª) | 4ª giornata         | ritorno (25ª) | ritorno (25ª) |  |
|             |             |                     |               |               |  |
| 16 set.     | 2-1         | Bari-Cesena         | 1-1           | 11 feb.       |  |
| 16 set.     | 0-0         | Carpi-Frosinone     | 0-1           | 11 feb.       |  |
| 17 set.     | 3-1         | Cittadella-Novara   | 1-1           | 11 feb.       |  |
| 17 set.     | 3-1         | Verona-Avellino     | 0-2           | 11 feb.       |  |
| 17 set.     | 1-1         | Latina-Benevento    | 1-2           | 11 feb.       |  |
| 17 set.     | 1-1         | Perugia-Ternana     | 1-0           | 12 feb.       |  |
| 17 set.     | 1-0         | Pisa-Brescia        | 1-1           | 11 feb.       |  |
| 16 set.     | 2-3         | Salernitana-Vicenza | 1-0           | 10 feb.       |  |
| 17 set.     | 2-2         | SPAL-Virtus Entella | 3-0           | 11 feb.       |  |
| 17 set.     | 2-1         | Spezia-Pro Vercelli | 2-0           | 11 feb.       |  |
| 17 set.     | 1-1         | Trapani-Ascoli      | 2-2           | 11 feb.       |  |

| andata (3ª) | andata (3ª) | 3ª giornata             | ritorno (24ª) | ritorno (24ª) |  |
|             |             |                         |               |               |  |
| 10 set.     | 1-1         | Ascoli-SPAL             | 1-1           | 4 feb.        |  |
| 10 set.     | 0-0         | Avellino-Trapani        | 0-0           | 6 feb.        |  |
| 10 set.     | 2-0         | Benevento-Verona        | 2-2           | 3 feb.        |  |
| 10 set.     | 1-1         | Brescia-Perugia         | 2-3           | 4 feb.        |  |
| 9 set.      | 1-0         | Cesena-Carpi            | 2-1           | 5 feb.        |  |
| 10 set.     | 2-1         | Frosinone-Latina        | 1-0           | 4 feb.        |  |
| 10 set.     | 1-0         | Novara-Salernitana      | 0-0           | 4 feb.        |  |
| 10 set.     | 1-5         | Pro Vercelli-Cittadella | 0-0           | 4 feb.        |  |
| 11 set.     | 1-1         | Ternana-Spezia          | 0-2           | 4 feb.        |  |
| 12 set.     | 0-0         | Virtus Entella-Pisa     | 1-1           | 4 feb.        |  |
| 10 set.     | 0-0         | Vicenza-Bari            | 1-2           | 4 feb.        |  |

| andata (4ª) | andata (4ª) | 4ª giornata         | ritorno (25ª) | ritorno (25ª) |  |
|             |             |                     |               |               |  |
| 16 set.     | 2-1         | Bari-Cesena         | 1-1           | 11 feb.       |  |
| 16 set.     | 0-0         | Carpi-Frosinone     | 0-1           | 11 feb.       |  |
| 17 set.     | 3-1         | Cittadella-Novara   | 1-1           | 11 feb.       |  |
| 17 set.     | 3-1         | Verona-Avellino     | 0-2           | 11 feb.       |  |
| 17 set.     | 1-1         | Latina-Benevento    | 1-2           | 11 feb.       |  |
| 17 set.     | 1-1         | Perugia-Ternana     | 1-0           | 12 feb.       |  |
| 17 set.     | 1-0         | Pisa-Brescia        | 1-1           | 11 feb.       |  |
| 16 set.     | 2-3         | Salernitana-Vicenza | 1-0           | 10 feb.       |  |
| 17 set.     | 2-2         | SPAL-Virtus Entella | 3-0           | 11 feb.       |  |
| 17 set.     | 2-1         | Spezia-Pro Vercelli | 2-0           | 11 feb.       |  |
| 17 set.     | 1-1         | Trapani-Ascoli      | 2-2           | 11 feb.       |  |

| andata (5ª) | andata (5ª) | 5ª giornata            | ritorno (26ª) | ritorno (26ª) |  |
|             |             |                        |               |               |  |
| 20 set.     | 2-0         | Ascoli-Vicenza         | 1-1           | 18 feb.       |  |
| 20 set.     | 0-1         | Avellino-Cittadella    | 3-1           | 18 feb.       |  |
| 20 set.     | 1-1         | Benevento-Pro Vercelli | 1-0           | 18 feb.       |  |
| 20 set.     | 2-2         | Brescia-Carpi          | 1-2           | 18 feb.       |  |
| 19 set.     | 0-0         | Cesena-Salernitana     | 1-1           | 18 feb.       |  |
| 20 set.     | 0-0         | Frosinone-Pisa         | 0-0           | 19 feb.       |  |
| 20 set.     | 2-2         | Novara-Latina          | 1-0           | 17 feb.       |  |
| 20 set.     | 1-3         | SPAL-Verona            | 0-0           | 20 feb.       |  |
| 20 set.     | 0-0         | Ternana-Bari           | 1-3           | 18 feb.       |  |
| 20 set.     | 0-0         | Trapani-Spezia         | 2-2           | 18 feb.       |  |
| 20 set.     | 2-1         | Virtus Entella-Perugia | 0-0           | 18 feb.       |  |

| andata (6ª) | andata (6ª) | 6ª giornata          | ritorno (27ª) | ritorno (27ª) |  |
|             |             |                      |               |               |  |
| 24 set.     | 0-4         | Bari-Benevento       | 4-3           | 24 feb.       |  |
| 24 set.     | 2-1         | Carpi-Virtus Entella | 0-2           | 25 feb.       |  |
| 24 set.     | 0-3         | Cittadella-Brescia   | 1-4           | 24 feb.       |  |
| 25 set.     | 2-0         | Verona-Frosinone     | 0-1           | 25 feb.       |  |
| 24 set.     | 1-1         | Latina-Ternana       | 1-0           | 25 feb.       |  |
| 26 set.     | 1-0         | Perugia-SPAL         | 0-2           | 25 feb.       |  |
| 24 set.     | 2-1         | Pisa-Ascoli          | 4-2           | 25 feb.       |  |
| 24 set.     | 1-0         | Pro Vercelli-Cesena  | 2-1           | 25 feb.       |  |
| 24 set.     | 2-0         | Salernitana-Trapani  | 0-1           | 25 feb.       |  |
| 24 set.     | 1-0         | Spezia-Novara        | 1-2           | 25 feb.       |  |
| 24 set.     | 0-0         | Vicenza-Avellino     | 1-3           | 25 feb.       |  |

| andata (5ª) | andata (5ª) | 5ª giornata            | ritorno (26ª) | ritorno (26ª) |  |
|             |             |                        |               |               |  |
| 20 set.     | 2-0         | Ascoli-Vicenza         | 1-1           | 18 feb.       |  |
| 20 set.     | 0-1         | Avellino-Cittadella    | 3-1           | 18 feb.       |  |
| 20 set.     | 1-1         | Benevento-Pro Vercelli | 1-0           | 18 feb.       |  |
| 20 set.     | 2-2         | Brescia-Carpi          | 1-2           | 18 feb.       |  |
| 19 set.     | 0-0         | Cesena-Salernitana     | 1-1           | 18 feb.       |  |
| 20 set.     | 0-0         | Frosinone-Pisa         | 0-0           | 19 feb.       |  |
| 20 set.     | 2-2         | Novara-Latina          | 1-0           | 17 feb.       |  |
| 20 set.     | 1-3         | SPAL-Verona            | 0-0           | 20 feb.       |  |
| 20 set.     | 0-0         | Ternana-Bari           | 1-3           | 18 feb.       |  |
| 20 set.     | 0-0         | Trapani-Spezia         | 2-2           | 18 feb.       |  |
| 20 set.     | 2-1         | Virtus Entella-Perugia | 0-0           | 18 feb.       |  |

| andata (6ª) | andata (6ª) | 6ª giornata          | ritorno (27ª) | ritorno (27ª) |  |
|             |             |                      |               |               |  |
| 24 set.     | 0-4         | Bari-Benevento       | 4-3           | 24 feb.       |  |
| 24 set.     | 2-1         | Carpi-Virtus Entella | 0-2           | 25 feb.       |  |
| 24 set.     | 0-3         | Cittadella-Brescia   | 1-4           | 24 feb.       |  |
| 25 set.     | 2-0         | Verona-Frosinone     | 0-1           | 25 feb.       |  |
| 24 set.     | 1-1         | Latina-Ternana       | 1-0           | 25 feb.       |  |
| 26 set.     | 1-0         | Perugia-SPAL         | 0-2           | 25 feb.       |  |
| 24 set.     | 2-1         | Pisa-Ascoli          | 4-2           | 25 feb.       |  |
| 24 set.     | 1-0         | Pro Vercelli-Cesena  | 2-1           | 25 feb.       |  |
| 24 set.     | 2-0         | Salernitana-Trapani  | 0-1           | 25 feb.       |  |
| 24 set.     | 1-0         | Spezia-Novara        | 1-2           | 25 feb.       |  |
| 24 set.     | 0-0         | Vicenza-Avellino     | 1-3           | 25 feb.       |  |

| andata (7ª) | andata (7ª) | 7ª giornata            | ritorno (28ª) | ritorno (28ª) |  |
|             |             |                        |               |               |  |
| 2 ott.      | 0-2         | Ascoli-Spezia          | 1-2           | 28 feb.       |  |
| 1° ott.     | 3-2         | Avellino-Pro Vercelli  | 1-1           | 28 feb.       |  |
| 1° ott.     | 1-0         | Benevento-Novara       | 0-1           | 28 feb.       |  |
| 30 set.     | 1-1         | Brescia-Bari           | 0-2           | 27 feb.       |  |
| 3 ott.      | 1-1         | Carpi-Pisa             | 0-0           | 28 feb.       |  |
| 2 ott.      | 2-2         | Cesena-Latina          | 1-1           | 28 feb.       |  |
| 1° ott.     | 1-2         | Frosinone-Perugia      | 1-1           | 28 feb.       |  |
| 1° ott.     | 3-2         | SPAL-Salernitana       | 2-1           | 28 feb.       |  |
| 1° ott.     | 0-3         | Ternana-Verona         | 0-2           | 28 feb.       |  |
| 1° ott.     | 0-2         | Trapani-Cittadella     | 2-3           | 28 feb.       |  |
| 1° ott.     | 4-1         | Virtus Entella-Vicenza | 2-2           | 28 feb.       |  |

| andata (8ª) | andata (8ª) | 8ª giornata           | ritorno (29ª) | ritorno (29ª) |  |
|             |             |                       |               |               |  |
| 9 ott.      | 1-1         | Bari-Virtus Entella   | 0-2           | 4 mar.        |  |
| 8 ott.      | 2-3         | Cittadella-Frosinone  | 1-1           | 6 mar.        |  |
| 9 ott.      | 2-2         | Verona-Brescia        | 1-0           | 5 mar.        |  |
| 9 ott.      | 2-0         | Latina-Trapani        | 1-1           | 4 mar.        |  |
| 8 ott.      | 1-0         | Novara-Ascoli         | 2-1           | 4 mar.        |  |
| 9 ott.      | 3-0         | Perugia-Avellino      | 5-0           | 4 mar.        |  |
| 9 ott.      | 0-1         | Pisa-SPAL             | 1-1           | 4 mar.        |  |
| 9 ott.      | 1-0         | Pro Vercelli-Ternana  | 2-1           | 4 mar.        |  |
| 9 ott.      | 2-1         | Salernitana-Benevento | 1-1           | 5 mar.        |  |
| 9 ott.      | 0-1         | Spezia-Carpi          | 0-1           | 4 mar.        |  |
| 9 ott.      | 0-0         | Vicenza-Cesena        | 1-1           | 4 mar.        |  |

| andata (7ª) | andata (7ª) | 7ª giornata            | ritorno (28ª) | ritorno (28ª) |  |
|             |             |                        |               |               |  |
| 2 ott.      | 0-2         | Ascoli-Spezia          | 1-2           | 28 feb.       |  |
| 1° ott.     | 3-2         | Avellino-Pro Vercelli  | 1-1           | 28 feb.       |  |
| 1° ott.     | 1-0         | Benevento-Novara       | 0-1           | 28 feb.       |  |
| 30 set.     | 1-1         | Brescia-Bari           | 0-2           | 27 feb.       |  |
| 3 ott.      | 1-1         | Carpi-Pisa             | 0-0           | 28 feb.       |  |
| 2 ott.      | 2-2         | Cesena-Latina          | 1-1           | 28 feb.       |  |
| 1° ott.     | 1-2         | Frosinone-Perugia      | 1-1           | 28 feb.       |  |
| 1° ott.     | 3-2         | SPAL-Salernitana       | 2-1           | 28 feb.       |  |
| 1° ott.     | 0-3         | Ternana-Verona         | 0-2           | 28 feb.       |  |
| 1° ott.     | 0-2         | Trapani-Cittadella     | 2-3           | 28 feb.       |  |
| 1° ott.     | 4-1         | Virtus Entella-Vicenza | 2-2           | 28 feb.       |  |

| andata (8ª) | andata (8ª) | 8ª giornata           | ritorno (29ª) | ritorno (29ª) |  |
|             |             |                       |               |               |  |
| 9 ott.      | 1-1         | Bari-Virtus Entella   | 0-2           | 4 mar.        |  |
| 8 ott.      | 2-3         | Cittadella-Frosinone  | 1-1           | 6 mar.        |  |
| 9 ott.      | 2-2         | Verona-Brescia        | 1-0           | 5 mar.        |  |
| 9 ott.      | 2-0         | Latina-Trapani        | 1-1           | 4 mar.        |  |
| 8 ott.      | 1-0         | Novara-Ascoli         | 2-1           | 4 mar.        |  |
| 9 ott.      | 3-0         | Perugia-Avellino      | 5-0           | 4 mar.        |  |
| 9 ott.      | 0-1         | Pisa-SPAL             | 1-1           | 4 mar.        |  |
| 9 ott.      | 1-0         | Pro Vercelli-Ternana  | 2-1           | 4 mar.        |  |
| 9 ott.      | 2-1         | Salernitana-Benevento | 1-1           | 5 mar.        |  |
| 9 ott.      | 0-1         | Spezia-Carpi          | 0-1           | 4 mar.        |  |
| 9 ott.      | 0-0         | Vicenza-Cesena        | 1-1           | 4 mar.        |  |

| andata (9ª) | andata (9ª) | 9ª giornata              | ritorno (30ª) | ritorno (30ª) |  |
|             |             |                          |               |               |  |
| 15 ott.     | 1-4         | Ascoli-Verona            | 0-0           | 13 mar.       |  |
| 15 ott.     | 1-0         | Avellino-Spezia          | 1-2           | 11 mar.       |  |
| 15 ott.     | 1-1         | Brescia-Salernitana      | 0-2           | 11 mar.       |  |
| 15 ott.     | 2-0         | Carpi-Latina             | 1-0           | 11 mar.       |  |
| 14 ott.     | 1-1         | Cesena-SPAL              | 0-2           | 11 mar.       |  |
| 16 ott.     | 3-1         | Frosinone-Bari           | 0-1           | 11 mar.       |  |
| 15 ott.     | 2-0         | Perugia-Cittadella       | 1-1           | 11 mar.       |  |
| 15 ott.     | 0-1         | Pisa-Vicenza             | 1-2           | 12 mar.       |  |
| 16 ott.     | 2-1         | Pro Vercelli-Novara      | 0-0           | 12 mar.       |  |
| 17 ott.     | 2-2         | Trapani-Ternana          | 1-2           | 12 mar.       |  |
| 15 ott.     | 3-2         | Virtus Entella-Benevento | 0-0           | 11 mar.       |  |

| andata (10ª) | andata (10ª) | 10ª giornata               | ritorno (31ª) | ritorno (31ª) |  |
|              |              |                            |               |               |  |
| 22 ott.      | 3-0          | Bari-Trapani               | 0-4           | 18 mar.       |  |
| 22 ott.      | 0-0          | Benevento-Perugia          | 1-3           | 17 mar.       |  |
| 21 ott.      | 0-1          | Cittadella-Ascoli          | 1-2           | 18 mar.       |  |
| 22 ott.      | 3-0          | Verona-Pro Vercelli        | 1-1           | 18 mar.       |  |
| 22 ott.      | 1-1          | Latina-Pisa                | 1-1           | 18 mar.       |  |
| 22 ott.      | 1-0          | Novara-Avellino            | 1-1           | 18 mar.       |  |
| 22 ott.      | 1-1          | Salernitana-Virtus Entella | 1-0           | 20 mar.       |  |
| 22 ott.      | 3-1          | SPAL-Carpi                 | 4-1           | 18 mar.       |  |
| 21 ott.      | 2-0          | Spezia-Brescia             | 1-1           | 18 mar.       |  |
| 22 ott.      | 1-1          | Ternana-Cesena             | 0-1           | 19 mar.       |  |
| 22 ott.      | 1-1          | Vicenza-Frosinone          | 1-3           | 18 mar.       |  |

| andata (9ª) | andata (9ª) | 9ª giornata              | ritorno (30ª) | ritorno (30ª) |  |
|             |             |                          |               |               |  |
| 15 ott.     | 1-4         | Ascoli-Verona            | 0-0           | 13 mar.       |  |
| 15 ott.     | 1-0         | Avellino-Spezia          | 1-2           | 11 mar.       |  |
| 15 ott.     | 1-1         | Brescia-Salernitana      | 0-2           | 11 mar.       |  |
| 15 ott.     | 2-0         | Carpi-Latina             | 1-0           | 11 mar.       |  |
| 14 ott.     | 1-1         | Cesena-SPAL              | 0-2           | 11 mar.       |  |
| 16 ott.     | 3-1         | Frosinone-Bari           | 0-1           | 11 mar.       |  |
| 15 ott.     | 2-0         | Perugia-Cittadella       | 1-1           | 11 mar.       |  |
| 15 ott.     | 0-1         | Pisa-Vicenza             | 1-2           | 12 mar.       |  |
| 16 ott.     | 2-1         | Pro Vercelli-Novara      | 0-0           | 12 mar.       |  |
| 17 ott.     | 2-2         | Trapani-Ternana          | 1-2           | 12 mar.       |  |
| 15 ott.     | 3-2         | Virtus Entella-Benevento | 0-0           | 11 mar.       |  |

| andata (10ª) | andata (10ª) | 10ª giornata               | ritorno (31ª) | ritorno (31ª) |  |
|              |              |                            |               |               |  |
| 22 ott.      | 3-0          | Bari-Trapani               | 0-4           | 18 mar.       |  |
| 22 ott.      | 0-0          | Benevento-Perugia          | 1-3           | 17 mar.       |  |
| 21 ott.      | 0-1          | Cittadella-Ascoli          | 1-2           | 18 mar.       |  |
| 22 ott.      | 3-0          | Verona-Pro Vercelli        | 1-1           | 18 mar.       |  |
| 22 ott.      | 1-1          | Latina-Pisa                | 1-1           | 18 mar.       |  |
| 22 ott.      | 1-0          | Novara-Avellino            | 1-1           | 18 mar.       |  |
| 22 ott.      | 1-1          | Salernitana-Virtus Entella | 1-0           | 20 mar.       |  |
| 22 ott.      | 3-1          | SPAL-Carpi                 | 4-1           | 18 mar.       |  |
| 21 ott.      | 2-0          | Spezia-Brescia             | 1-1           | 18 mar.       |  |
| 22 ott.      | 1-1          | Ternana-Cesena             | 0-1           | 19 mar.       |  |
| 22 ott.      | 1-1          | Vicenza-Frosinone          | 1-3           | 18 mar.       |  |

| andata (11ª) | andata (11ª) | 11ª giornata          | ritorno (32ª) | ritorno (32ª) |  |
|              |              |                       |               |               |  |
| 25 ott.      | 0-0          | Ascoli-Salernitana    | 0-2           | 26 mar.       |  |
| 25 ott.      | 1-0          | Avellino-Ternana      | 1-4           | 26 mar.       |  |
| 25 ott.      | 2-1          | Brescia-Vicenza       | 1-1           | 26 mar.       |  |
| 25 ott.      | 0-1          | Cesena-Virtus Entella | 1-2           | 26 mar.       |  |
| 25 ott.      | 2-1          | Frosinone-SPAL        | 2-0           | 26 mar.       |  |
| 25 ott.      | 1-0          | Novara-Bari           | 0-0           | 26 mar.       |  |
| 25 ott.      | 0-2          | Perugia-Carpi         | 0-0           | 26 mar.       |  |
| 25 ott.      | 0-0          | Pisa-Verona           | 1-1           | 26 mar.       |  |
| 25 ott.      | 1-1          | Pro Vercelli-Latina   | 0-0           | 26 mar.       |  |
| 24 ott.      | 1-1          | Spezia-Cittadella     | 0-1           | 25 mar.       |  |
| 25 ott.      | 1-0          | Trapani-Benevento     | 3-1           | 25 mar.       |  |

| andata (12ª) | andata (12ª) | 12ª giornata           | ritorno (33ª) | ritorno (33ª) |  |
|              |              |                        |               |               |  |
| 29 ott.      | 2-0          | Bari-Pro Vercelli      | 0-1           | 1° apr.       |  |
| 29 ott.      | 1-0          | Benevento-Spezia       | 3-1           | 1° apr.       |  |
| 29 ott.      | 0-2          | Carpi-Ascoli           | 2-1           | 1° apr.       |  |
| 29 ott.      | 2-1          | Cittadella-Latina      | 2-0           | 1° apr.       |  |
| 29 ott.      | 2-1          | Frosinone-Cesena       | 1-1           | 31 mar.       |  |
| 30 ott.      | 2-0          | Verona-Trapani         | 2-0           | 1° apr.       |  |
| 29 ott.      | 0-0          | Salernitana-Pisa       | 1-0           | 1° apr.       |  |
| 31 ott.      | 3-0          | SPAL-Avellino          | 0-1           | 31 mar.       |  |
| 29 ott.      | 4-3          | Ternana-Novara         | 2-1           | 1° apr.       |  |
| 29 ott.      | 4-0          | Virtus Entella-Brescia | 2-2           | 1° apr.       |  |
| 30 ott.      | 1-4          | Vicenza-Perugia        | 0-1           | 1° apr.       |  |

| andata (11ª) | andata (11ª) | 11ª giornata          | ritorno (32ª) | ritorno (32ª) |  |
|              |              |                       |               |               |  |
| 25 ott.      | 0-0          | Ascoli-Salernitana    | 0-2           | 26 mar.       |  |
| 25 ott.      | 1-0          | Avellino-Ternana      | 1-4           | 26 mar.       |  |
| 25 ott.      | 2-1          | Brescia-Vicenza       | 1-1           | 26 mar.       |  |
| 25 ott.      | 0-1          | Cesena-Virtus Entella | 1-2           | 26 mar.       |  |
| 25 ott.      | 2-1          | Frosinone-SPAL        | 2-0           | 26 mar.       |  |
| 25 ott.      | 1-0          | Novara-Bari           | 0-0           | 26 mar.       |  |
| 25 ott.      | 0-2          | Perugia-Carpi         | 0-0           | 26 mar.       |  |
| 25 ott.      | 0-0          | Pisa-Verona           | 1-1           | 26 mar.       |  |
| 25 ott.      | 1-1          | Pro Vercelli-Latina   | 0-0           | 26 mar.       |  |
| 24 ott.      | 1-1          | Spezia-Cittadella     | 0-1           | 25 mar.       |  |
| 25 ott.      | 1-0          | Trapani-Benevento     | 3-1           | 25 mar.       |  |

| andata (12ª) | andata (12ª) | 12ª giornata           | ritorno (33ª) | ritorno (33ª) |  |
|              |              |                        |               |               |  |
| 29 ott.      | 2-0          | Bari-Pro Vercelli      | 0-1           | 1° apr.       |  |
| 29 ott.      | 1-0          | Benevento-Spezia       | 3-1           | 1° apr.       |  |
| 29 ott.      | 0-2          | Carpi-Ascoli           | 2-1           | 1° apr.       |  |
| 29 ott.      | 2-1          | Cittadella-Latina      | 2-0           | 1° apr.       |  |
| 29 ott.      | 2-1          | Frosinone-Cesena       | 1-1           | 31 mar.       |  |
| 30 ott.      | 2-0          | Verona-Trapani         | 2-0           | 1° apr.       |  |
| 29 ott.      | 0-0          | Salernitana-Pisa       | 1-0           | 1° apr.       |  |
| 31 ott.      | 3-0          | SPAL-Avellino          | 0-1           | 31 mar.       |  |
| 29 ott.      | 4-3          | Ternana-Novara         | 2-1           | 1° apr.       |  |
| 29 ott.      | 4-0          | Virtus Entella-Brescia | 2-2           | 1° apr.       |  |
| 30 ott.      | 1-4          | Vicenza-Perugia        | 0-1           | 1° apr.       |  |

| andata (13ª) | andata (13ª) | 13ª giornata           | ritorno (34ª) | ritorno (34ª) |  |
|              |              |                        |               |               |  |
| 13 dic.      | 2-1          | Ascoli-Virtus Entella  | 1-2           | 4 apr.        |  |
| 6 nov.       | 0-1          | Avellino-Frosinone     | 1-1           | 3 apr.        |  |
| 4 nov.       | 3-2          | Brescia-Cesena         | 1-1           | 4 apr.        |  |
| 5 nov.       | 2-0          | Cittadella-Salernitana | 0-0           | 4 apr.        |  |
| 5 nov.       | 2-1          | Latina-Bari            | 0-2           | 4 apr.        |  |
| 5 nov.       | 0-1          | Novara-SPAL            | 0-2           | 4 apr.        |  |
| 5 nov.       | 0-1          | Pisa-Perugia           | 2-2           | 4 apr.        |  |
| 5 nov.       | 0-0          | Pro Vercelli-Carpi     | 0-0           | 4 apr.        |  |
| 5 nov.       | 1-4          | Spezia-Verona          | 1-0           | 4 apr.        |  |
| 7 nov.       | 0-1          | Ternana-Benevento      | 1-2           | 4 apr.        |  |
| 5 nov.       | 0-1          | Trapani-Vicenza        | 1-0           | 4 apr.        |  |

| andata (14ª) | andata (14ª) | 14ª giornata                | ritorno (35ª) | ritorno (35ª) |  |
|              |              |                             |               |               |  |
| 13 nov.      | 1-1          | Bari-Spezia                 | 0-1           | 8 apr.        |  |
| 13 nov.      | 1-0          | Benevento-Cittadella        | 0-1           | 8 apr.        |  |
| 13 nov.      | 1-1          | Carpi-Avellino              | 0-1           | 8 apr.        |  |
| 13 nov.      | 2-0          | Cesena-Pisa                 | 1-0           | 8 apr.        |  |
| 13 nov.      | 3-1          | Frosinone-Ascoli            | 1-1           | 8 apr.        |  |
| 13 nov.      | 0-4          | Verona-Novara               | 2-2           | 10 apr.       |  |
| 13 nov.      | 1-1          | Perugia-Trapani             | 0-3           | 8 apr.        |  |
| 13 nov.      | 4-2          | Salernitana-Ternana         | 0-1           | 8 apr.        |  |
| 12 nov.      | 3-2          | SPAL-Brescia                | 3-1           | 9 apr.        |  |
| 13 nov.      | 0-0          | Virtus Entella-Pro Vercelli | 0-1           | 8 apr.        |  |
| 12 nov.      | 0-1          | Vicenza-Latina              | 1-0           | 8 apr.        |  |

| andata (13ª) | andata (13ª) | 13ª giornata           | ritorno (34ª) | ritorno (34ª) |  |
|              |              |                        |               |               |  |
| 13 dic.      | 2-1          | Ascoli-Virtus Entella  | 1-2           | 4 apr.        |  |
| 6 nov.       | 0-1          | Avellino-Frosinone     | 1-1           | 3 apr.        |  |
| 4 nov.       | 3-2          | Brescia-Cesena         | 1-1           | 4 apr.        |  |
| 5 nov.       | 2-0          | Cittadella-Salernitana | 0-0           | 4 apr.        |  |
| 5 nov.       | 2-1          | Latina-Bari            | 0-2           | 4 apr.        |  |
| 5 nov.       | 0-1          | Novara-SPAL            | 0-2           | 4 apr.        |  |
| 5 nov.       | 0-1          | Pisa-Perugia           | 2-2           | 4 apr.        |  |
| 5 nov.       | 0-0          | Pro Vercelli-Carpi     | 0-0           | 4 apr.        |  |
| 5 nov.       | 1-4          | Spezia-Verona          | 1-0           | 4 apr.        |  |
| 7 nov.       | 0-1          | Ternana-Benevento      | 1-2           | 4 apr.        |  |
| 5 nov.       | 0-1          | Trapani-Vicenza        | 1-0           | 4 apr.        |  |

| andata (14ª) | andata (14ª) | 14ª giornata                | ritorno (35ª) | ritorno (35ª) |  |
|              |              |                             |               |               |  |
| 13 nov.      | 1-1          | Bari-Spezia                 | 0-1           | 8 apr.        |  |
| 13 nov.      | 1-0          | Benevento-Cittadella        | 0-1           | 8 apr.        |  |
| 13 nov.      | 1-1          | Carpi-Avellino              | 0-1           | 8 apr.        |  |
| 13 nov.      | 2-0          | Cesena-Pisa                 | 1-0           | 8 apr.        |  |
| 13 nov.      | 3-1          | Frosinone-Ascoli            | 1-1           | 8 apr.        |  |
| 13 nov.      | 0-4          | Verona-Novara               | 2-2           | 10 apr.       |  |
| 13 nov.      | 1-1          | Perugia-Trapani             | 0-3           | 8 apr.        |  |
| 13 nov.      | 4-2          | Salernitana-Ternana         | 0-1           | 8 apr.        |  |
| 12 nov.      | 3-2          | SPAL-Brescia                | 3-1           | 9 apr.        |  |
| 13 nov.      | 0-0          | Virtus Entella-Pro Vercelli | 0-1           | 8 apr.        |  |
| 12 nov.      | 0-1          | Vicenza-Latina              | 1-0           | 8 apr.        |  |

| andata (15ª) | andata (15ª) | 15ª giornata           | ritorno (36ª) | ritorno (36ª) |  |
|              |              |                        |               |               |  |
| 20 nov.      | 2-2          | Ascoli-Perugia         | 0-0           | 17 apr.       |  |
| 19 nov.      | 1-0          | Avellino-Pisa          | 1-0           | 17 apr.       |  |
| 19 nov.      | 2-0          | Bari-Carpi             | 0-2           | 17 apr.       |  |
| 19 nov.      | 4-0          | Benevento-Brescia      | 0-1           | 17 apr.       |  |
| 18 nov.      | 5-1          | Cittadella-Verona      | 0-2           | 17 apr.       |  |
| 19 nov.      | 1-1          | Latina-Salernitana     | 1-2           | 17 apr.       |  |
| 20 nov.      | 1-2          | Novara-Frosinone       | 3-2           | 17 apr.       |  |
| 19 nov.      | 1-1          | Pro Vercelli-Vicenza   | 1-0           | 17 apr.       |  |
| 19 nov.      | 1-0          | Spezia-Cesena          | 0-1           | 17 apr.       |  |
| 19 nov.      | 3-0          | Ternana-Virtus Entella | 1-1           | 17 apr.       |  |
| 21 nov.      | 1-1          | Trapani-SPAL           | 1-2           | 17 apr.       |  |

| andata (16ª) | andata (16ª) | 16ª giornata             | ritorno (37ª) | ritorno (37ª) |  |
|              |              |                          |               |               |  |
| 26 nov.      | 1-0          | Brescia-Ascoli           | 0-0           | 22 apr.       |  |
| 26 nov.      | 2-0          | Carpi-Cittadella         | 1-4           | 22 apr.       |  |
| 26 nov.      | 3-0          | Cesena-Avellino          | 1-1           | 22 apr.       |  |
| 26 nov.      | 1-1          | Frosinone-Ternana        | 0-2           | 22 apr.       |  |
| 27 nov.      | 1-0          | Verona-Bari              | 2-0           | 22 apr.       |  |
| 26 nov.      | 0-0          | Perugia-Novara           | 1-0           | 21 apr.       |  |
| 26 nov.      | 1-0          | Pisa-Trapani             | 0-1           | 22 apr.       |  |
| 28 nov.      | 1-1          | Salernitana-Pro Vercelli | 0-0           | 22 apr.       |  |
| 26 nov.      | 0-0          | SPAL-Latina              | 2-1           | 22 apr.       |  |
| 25 nov.      | 1-1          | Virtus Entella-Spezia    | 0-2           | 22 apr.       |  |
| 26 nov.      | 0-0          | Vicenza-Benevento        | 0-0           | 21 apr.       |  |

| andata (15ª) | andata (15ª) | 15ª giornata           | ritorno (36ª) | ritorno (36ª) |  |
|              |              |                        |               |               |  |
| 20 nov.      | 2-2          | Ascoli-Perugia         | 0-0           | 17 apr.       |  |
| 19 nov.      | 1-0          | Avellino-Pisa          | 1-0           | 17 apr.       |  |
| 19 nov.      | 2-0          | Bari-Carpi             | 0-2           | 17 apr.       |  |
| 19 nov.      | 4-0          | Benevento-Brescia      | 0-1           | 17 apr.       |  |
| 18 nov.      | 5-1          | Cittadella-Verona      | 0-2           | 17 apr.       |  |
| 19 nov.      | 1-1          | Latina-Salernitana     | 1-2           | 17 apr.       |  |
| 20 nov.      | 1-2          | Novara-Frosinone       | 3-2           | 17 apr.       |  |
| 19 nov.      | 1-1          | Pro Vercelli-Vicenza   | 1-0           | 17 apr.       |  |
| 19 nov.      | 1-0          | Spezia-Cesena          | 0-1           | 17 apr.       |  |
| 19 nov.      | 3-0          | Ternana-Virtus Entella | 1-1           | 17 apr.       |  |
| 21 nov.      | 1-1          | Trapani-SPAL           | 1-2           | 17 apr.       |  |

| andata (16ª) | andata (16ª) | 16ª giornata             | ritorno (37ª) | ritorno (37ª) |  |
|              |              |                          |               |               |  |
| 26 nov.      | 1-0          | Brescia-Ascoli           | 0-0           | 22 apr.       |  |
| 26 nov.      | 2-0          | Carpi-Cittadella         | 1-4           | 22 apr.       |  |
| 26 nov.      | 3-0          | Cesena-Avellino          | 1-1           | 22 apr.       |  |
| 26 nov.      | 1-1          | Frosinone-Ternana        | 0-2           | 22 apr.       |  |
| 27 nov.      | 1-0          | Verona-Bari              | 2-0           | 22 apr.       |  |
| 26 nov.      | 0-0          | Perugia-Novara           | 1-0           | 21 apr.       |  |
| 26 nov.      | 1-0          | Pisa-Trapani             | 0-1           | 22 apr.       |  |
| 28 nov.      | 1-1          | Salernitana-Pro Vercelli | 0-0           | 22 apr.       |  |
| 26 nov.      | 0-0          | SPAL-Latina              | 2-1           | 22 apr.       |  |
| 25 nov.      | 1-1          | Virtus Entella-Spezia    | 0-2           | 22 apr.       |  |
| 26 nov.      | 0-0          | Vicenza-Benevento        | 0-0           | 21 apr.       |  |

| andata (17ª) | andata (17ª) | 17ª giornata          | ritorno (38ª) | ritorno (38ª) |  |
|              |              |                       |               |               |  |
| 3 dic.       | 1-2          | Avellino-Ascoli       | 0-2           | 25 apr.       |  |
| 3 dic.       | 2-0          | Bari-Salernitana      | 0-0           | 25 apr.       |  |
| 5 dic.       | 2-1          | Benevento-Cesena      | 1-4           | 25 apr.       |  |
| 3 dic.       | 1-2          | Cittadella-SPAL       | 1-2           | 25 apr.       |  |
| 4 dic.       | 2-2          | Verona-Perugia        | 1-1           | 25 apr.       |  |
| 3 dic.       | 1-1          | Latina-Virtus Entella | 1-0           | 25 apr.       |  |
| 3 dic.       | 2-1          | Novara-Vicenza        | 1-3           | 24 apr.       |  |
| 3 dic.       | 0-0          | Pro Vercelli-Pisa     | 1-1           | 25 apr.       |  |
| 3 dic.       | 0-0          | Spezia-Frosinone      | 0-2           | 25 apr.       |  |
| 3 dic.       | 1-0          | Ternana-Brescia       | 1-2           | 25 apr.       |  |
| 2 dic.       | 0-1          | Trapani-Carpi         | 1-2           | 25 apr.       |  |

| andata (18ª) | andata (18ª) | 18ª giornata           | ritorno (39ª) | ritorno (39ª) |  |
|              |              |                        |               |               |  |
| 10 dic.      | 2-2          | Ascoli-Latina          | 0-0           | 29 apr.       |  |
| 10 dic.      | 1-1          | Avellino-Benevento     | 1-2           | 1° mag.       |  |
| 11 dic.      | 0-0          | Brescia-Novara         | 3-2           | 30 apr.       |  |
| 10 dic.      | 1-1          | Carpi-Ternana          | 0-0           | 29 apr.       |  |
| 10 dic.      | 3-0          | Cesena-Cittadella      | 3-2           | 29 apr.       |  |
| 10 dic.      | 1-3          | Frosinone-Salernitana  | 3-1           | 1° mag.       |  |
| 10 dic.      | 1-0          | Perugia-Pro Vercelli   | 1-0           | 29 apr.       |  |
| 9 dic.       | 0-0          | Pisa-Bari              | 0-0           | 29 apr.       |  |
| 10 dic.      | 2-1          | SPAL-Spezia            | 0-0           | 29 apr.       |  |
| 10 dic.      | 2-2          | Virtus Entella-Trapani | 0-2           | 29 apr.       |  |
| 10 dic.      | 1-0          | Vicenza-Verona         | 2-3           | 1° mag.       |  |

| andata (17ª) | andata (17ª) | 17ª giornata          | ritorno (38ª) | ritorno (38ª) |  |
|              |              |                       |               |               |  |
| 3 dic.       | 1-2          | Avellino-Ascoli       | 0-2           | 25 apr.       |  |
| 3 dic.       | 2-0          | Bari-Salernitana      | 0-0           | 25 apr.       |  |
| 5 dic.       | 2-1          | Benevento-Cesena      | 1-4           | 25 apr.       |  |
| 3 dic.       | 1-2          | Cittadella-SPAL       | 1-2           | 25 apr.       |  |
| 4 dic.       | 2-2          | Verona-Perugia        | 1-1           | 25 apr.       |  |
| 3 dic.       | 1-1          | Latina-Virtus Entella | 1-0           | 25 apr.       |  |
| 3 dic.       | 2-1          | Novara-Vicenza        | 1-3           | 24 apr.       |  |
| 3 dic.       | 0-0          | Pro Vercelli-Pisa     | 1-1           | 25 apr.       |  |
| 3 dic.       | 0-0          | Spezia-Frosinone      | 0-2           | 25 apr.       |  |
| 3 dic.       | 1-0          | Ternana-Brescia       | 1-2           | 25 apr.       |  |
| 2 dic.       | 0-1          | Trapani-Carpi         | 1-2           | 25 apr.       |  |

| andata (18ª) | andata (18ª) | 18ª giornata           | ritorno (39ª) | ritorno (39ª) |  |
|              |              |                        |               |               |  |
| 10 dic.      | 2-2          | Ascoli-Latina          | 0-0           | 29 apr.       |  |
| 10 dic.      | 1-1          | Avellino-Benevento     | 1-2           | 1° mag.       |  |
| 11 dic.      | 0-0          | Brescia-Novara         | 3-2           | 30 apr.       |  |
| 10 dic.      | 1-1          | Carpi-Ternana          | 0-0           | 29 apr.       |  |
| 10 dic.      | 3-0          | Cesena-Cittadella      | 3-2           | 29 apr.       |  |
| 10 dic.      | 1-3          | Frosinone-Salernitana  | 3-1           | 1° mag.       |  |
| 10 dic.      | 1-0          | Perugia-Pro Vercelli   | 1-0           | 29 apr.       |  |
| 9 dic.       | 0-0          | Pisa-Bari              | 0-0           | 29 apr.       |  |
| 10 dic.      | 2-1          | SPAL-Spezia            | 0-0           | 29 apr.       |  |
| 10 dic.      | 2-2          | Virtus Entella-Trapani | 0-2           | 29 apr.       |  |
| 10 dic.      | 1-0          | Vicenza-Verona         | 2-3           | 1° mag.       |  |

| andata (19ª) | andata (19ª) | 19ª giornata          | ritorno (40ª) | ritorno (40ª) |  |
|              |              |                       |               |               |  |
| 17 dic.      | 2-1          | Bari-Avellino         | 1-1           | 6 mag.        |  |
| 18 dic.      | 0-0          | Benevento-Ascoli      | 1-1           | 6 mag.        |  |
| 17 dic.      | 1-0          | Cittadella-Pisa       | 4-1           | 8 mag.        |  |
| 19 dic.      | 1-0          | Verona-Virtus Entella | 2-1           | 6 mag.        |  |
| 17 dic.      | 1-1          | Latina-Brescia        | 1-1           | 6 mag.        |  |
| 17 dic.      | 3-1          | Novara-Cesena         | 1-0           | 6 mag.        |  |
| 17 dic.      | 3-1          | Pro Vercelli-SPAL     | 0-0           | 7 mag.        |  |
| 17 dic.      | 1-2          | Salernitana-Carpi     | 0-2           | 6 mag.        |  |
| 17 dic.      | 2-1          | Spezia-Perugia        | 0-0           | 5 mag.        |  |
| 17 dic.      | 1-2          | Ternana-Vicenza       | 1-0           | 6 mag.        |  |
| 16 dic.      | 1-4          | Trapani-Frosinone     | 0-1           | 6 mag.        |  |

| andata (20ª) | andata (20ª) | 20ª giornata          | ritorno (41ª) | ritorno (41ª) |  |
|              |              |                       |               |               |  |
| 24 dic.      | 1-1          | Ascoli-Bari           | 1-0           | 14 mag.       |  |
| 24 dic.      | 3-2          | Avellino-Salernitana  | 0-2           | 13 mag.       |  |
| 24 dic.      | 2-1          | Brescia-Pro Vercelli  | 2-2           | 13 mag.       |  |
| 24 dic.      | 1-1          | Carpi-Verona          | 1-1           | 13 mag.       |  |
| 24 dic.      | 3-1          | Cesena-Trapani        | 2-1           | 13 mag.       |  |
| 24 dic.      | 3-2          | Frosinone-Benevento   | 1-2           | 13 mag.       |  |
| 24 dic.      | 1-1          | Perugia-Latina        | 2-2           | 13 mag.       |  |
| 24 dic.      | 0-0          | Pisa-Spezia           | 0-0           | 13 mag.       |  |
| 24 dic.      | 4-0          | SPAL-Ternana          | 1-2           | 13 mag.       |  |
| 24 dic.      | 4-1          | Virtus Entella-Novara | 0-2           | 13 mag.       |  |
| 24 dic.      | 2-0          | Vicenza-Cittadella    | 0-2           | 13 mag.       |  |

| andata (19ª) | andata (19ª) | 19ª giornata          | ritorno (40ª) | ritorno (40ª) |  |
|              |              |                       |               |               |  |
| 17 dic.      | 2-1          | Bari-Avellino         | 1-1           | 6 mag.        |  |
| 18 dic.      | 0-0          | Benevento-Ascoli      | 1-1           | 6 mag.        |  |
| 17 dic.      | 1-0          | Cittadella-Pisa       | 4-1           | 8 mag.        |  |
| 19 dic.      | 1-0          | Verona-Virtus Entella | 2-1           | 6 mag.        |  |
| 17 dic.      | 1-1          | Latina-Brescia        | 1-1           | 6 mag.        |  |
| 17 dic.      | 3-1          | Novara-Cesena         | 1-0           | 6 mag.        |  |
| 17 dic.      | 3-1          | Pro Vercelli-SPAL     | 0-0           | 7 mag.        |  |
| 17 dic.      | 1-2          | Salernitana-Carpi     | 0-2           | 6 mag.        |  |
| 17 dic.      | 2-1          | Spezia-Perugia        | 0-0           | 5 mag.        |  |
| 17 dic.      | 1-2          | Ternana-Vicenza       | 1-0           | 6 mag.        |  |
| 16 dic.      | 1-4          | Trapani-Frosinone     | 0-1           | 6 mag.        |  |

| andata (20ª) | andata (20ª) | 20ª giornata          | ritorno (41ª) | ritorno (41ª) |  |
|              |              |                       |               |               |  |
| 24 dic.      | 1-1          | Ascoli-Bari           | 1-0           | 14 mag.       |  |
| 24 dic.      | 3-2          | Avellino-Salernitana  | 0-2           | 13 mag.       |  |
| 24 dic.      | 2-1          | Brescia-Pro Vercelli  | 2-2           | 13 mag.       |  |
| 24 dic.      | 1-1          | Carpi-Verona          | 1-1           | 13 mag.       |  |
| 24 dic.      | 3-1          | Cesena-Trapani        | 2-1           | 13 mag.       |  |
| 24 dic.      | 3-2          | Frosinone-Benevento   | 1-2           | 13 mag.       |  |
| 24 dic.      | 1-1          | Perugia-Latina        | 2-2           | 13 mag.       |  |
| 24 dic.      | 0-0          | Pisa-Spezia           | 0-0           | 13 mag.       |  |
| 24 dic.      | 4-0          | SPAL-Ternana          | 1-2           | 13 mag.       |  |
| 24 dic.      | 4-1          | Virtus Entella-Novara | 0-2           | 13 mag.       |  |
| 24 dic.      | 2-0          | Vicenza-Cittadella    | 0-2           | 13 mag.       |  |

| \| andata (21ª) \| andata (21ª) \| 21ª giornata \| ritorno (42ª) \| ritorno (42ª) \| \| \| \| \| \| \| \| \| \| 29 dic. \| 1-1 \| Bari-SPAL \| 1-2 \| 18 mag. \| \| \| 30 dic. \| 1-0 \| Benevento-Pisa \| 3-0 \| 18 mag. \| \| \| 30 dic. \| 2-1 \| Cittadella-Virtus Entella \| 1-4 \| 18 mag. \| \| \| 30 dic. \| 3-0 \| Verona-Cesena \| 0-0 \| 18 mag. \| \| \| 30 dic. \| 0-0 \| Latina-Avellino \| 1-2 \| 18 mag. \| \| \| 30 dic. \| 2-1 \| Novara-Carpi \| 0-2 \| 18 mag. \| \| \| 30 dic. \| 2-0 \| Pro Vercelli-Frosinone \| 1-2 \| 18 mag. \| \| \| 30 dic. \| 2-1 \| Salernitana-Perugia \| 2-3 \| 18 mag. \| \| \| 28 dic. \| 0-0 \| Spezia-Vicenza \| 1-0 \| 18 mag. \| \| \| 30 dic. \| 0-1 \| Ternana-Ascoli \| 2-1 \| 18 mag. \| \| \| 30 dic. \| 0-0 \| Trapani-Brescia \| 1-2 \| 18 mag. \| \| |              |                           |               |               |  |
| andata (21ª) | andata (21ª) | 21ª giornata              | ritorno (42ª) | ritorno (42ª) |  |
| |              |                           |               |               |  |
| 29 dic. | 1-1          | Bari-SPAL                 | 1-2           | 18 mag.       |  |
| 30 dic. | 1-0          | Benevento-Pisa            | 3-0           | 18 mag.       |  |
| 30 dic. | 2-1          | Cittadella-Virtus Entella | 1-4           | 18 mag.       |  |
| 30 dic. | 3-0          | Verona-Cesena             | 0-0           | 18 mag.       |  |
| 30 dic. | 0-0          | Latina-Avellino           | 1-2           | 18 mag.       |  |
| 30 dic. | 2-1          | Novara-Carpi              | 0-2           | 18 mag.       |  |
| 30 dic. | 2-0          | Pro Vercelli-Frosinone    | 1-2           | 18 mag.       |  |
| 30 dic. | 2-1          | Salernitana-Perugia       | 2-3           | 18 mag.       |  |
| 28 dic. | 0-0          | Spezia-Vicenza            | 1-0           | 18 mag.       |  |
| 30 dic. | 0-1          | Ternana-Ascoli            | 2-1           | 18 mag.       |  |
| 30 dic. | 0-0          | Trapani-Brescia           | 1-2           | 18 mag.       |  |

| andata (21ª) | andata (21ª) | 21ª giornata              | ritorno (42ª) | ritorno (42ª) |  |
|              |              |                           |               |               |  |
| 29 dic.      | 1-1          | Bari-SPAL                 | 1-2           | 18 mag.       |  |
| 30 dic.      | 1-0          | Benevento-Pisa            | 3-0           | 18 mag.       |  |
| 30 dic.      | 2-1          | Cittadella-Virtus Entella | 1-4           | 18 mag.       |  |
| 30 dic.      | 3-0          | Verona-Cesena             | 0-0           | 18 mag.       |  |
| 30 dic.      | 0-0          | Latina-Avellino           | 1-2           | 18 mag.       |  |
| 30 dic.      | 2-1          | Novara-Carpi              | 0-2           | 18 mag.       |  |
| 30 dic.      | 2-0          | Pro Vercelli-Frosinone    | 1-2           | 18 mag.       |  |
| 30 dic.      | 2-1          | Salernitana-Perugia       | 2-3           | 18 mag.       |  |
| 28 dic.      | 0-0          | Spezia-Vicenza            | 1-0           | 18 mag.       |  |
| 30 dic.      | 0-1          | Ternana-Ascoli            | 2-1           | 18 mag.       |  |
| 30 dic.      | 0-0          | Trapani-Brescia           | 1-2           | 18 mag.       |  |

## Spareggi

### Play-off
Il terzo e ultimo posto utile alla promozione in Serie A è assegnato tramite play-off a sei – strutturati attraverso un turno preliminare, semifinali e finale –, a cui accedono le formazioni classificate dalla terza all'ottava posizione della graduatoria: la quinta affronta l'ottava e la vincitrice gioca poi con la quarta; la sesta incontra la settima e la vincitrice sfida la terza. Le due vincenti disputano infine la finale per la promozione. Gli incontri di semifinali e finali si svolgono con gare di andata e ritorno, mentre i turni preliminari prevedono una partita unica sul campo della meglio piazzata nella stagione regolare.

#### Tabellone
|  | Quarti di finale | Quarti di finale | Quarti di finale |  |  | Semifinali | Semifinali | Semifinali | Semifinali | Semifinali |   |   | Finale | Finale | Finale | Finale | Finale |  |
|  |                  |                  |                  |  |  |            |            |            |            |            |   |   |        |        |        |        |        |  |
|  | 6                | Cittadella       | 1                |  |  |            |            |            |            |            |   |   |        |        |        |        |        |  |
|  | 7                | Carpi            | 2                |  |  |            | Carpi      | 0          | 1          | 1          |   |   |        |        |        |        |        |  |
|  |                  |                  |                  |  |  | 3          | Frosinone  | 0          | 0          | 0          |   |   |        |        |        |        |        |  |
|  |                  |                  |                  |  |  |            |            |            |            |            |   |   | Carpi  | Carpi  | 0      | 0      | 0      |  |
|  | 5                | Benevento        | 2                |  |  |            |            | Benevento  | Benevento  | 0          | 1 | 1 |        |        |        |        |        |  |
|  | 8                | Spezia           | 1                |  |  |            | Benevento  | 1          | 1          | 2          |   |   |        |        |        |        |        |  |
|  |                  |                  |                  |  |  | 4          | Perugia    | 0          | 1          | 1          |   |   |        |        |        |        |        |  |

#### Turno preliminare
|            | Risultati |        | Luogo e data               |
| ---------- | --------- | ------ | -------------------------- |
| Cittadella | 1-2       | Carpi  | Cittadella, 22 maggio 2017 |
| Benevento  | 2-1       | Spezia | Benevento, 23 maggio 2017  |
|            |           |        |                            |

#### Semifinali
|           | Risultati |           | Luogo e data              |
| --------- | --------- | --------- | ------------------------- |
| Carpi     | 0-0       | Frosinone | Carpi, 26 maggio 2017     |
| Frosinone | 0-1       | Carpi     | Frosinone, 29 maggio 2017 |
|           |           |           |                           |
| Benevento | 1-0       | Perugia   | Benevento, 27 maggio 2017 |
| Perugia   | 1-1       | Benevento | Perugia, 30 maggio 2017   |
|           |           |           |                           |

#### Finale
|           | Risultati |           | Luogo e data             |
| --------- | --------- | --------- | ------------------------ |
| Carpi     | 0-0       | Benevento | Carpi, 4 giugno 2017     |
| Benevento | 1-0       | Carpi     | Benevento, 8 giugno 2017 |
|           |           |           |                          |

### Play-out
Il play-out per la retrocessione in Serie C non si è disputato in quanto tra il Trapani, diciannovesimo classificato, e la Ternana, diciottesima classificata, c'è un distacco di cinque punti e quindi la squadra siciliana è retrocessa direttamente in Serie C.

## Statistiche

### Squadre

#### Capoliste solitarie
|    | ——         | ——         | ——         | ——         | ——         | ——         | ——         | ——     | ——     | ——     | ——     | ——     | ——     | ——  | ——     | ——     | ——     | ——     | ——  | ——     | ——     | ——     | ——     | ——        | ——        | ——        | ——        | ——        | ——   | ——   | ——        | ——        | ——  | ——   | ——   | ——   | ——   | ——   | ——   | ——   | ——   | —— |  |
|    | Cittadella | Cittadella | Cittadella | Cittadella | Cittadella | Cittadella | Cittadella | Verona | Verona | Verona | Verona | Verona | Verona |     | Verona | Verona | Verona | Verona |     | Verona | Verona | Verona | Verona | Frosinone | Frosinone | Frosinone | Frosinone | Frosinone | SPAL | SPAL | Frosinone | Frosinone |     | SPAL | SPAL | SPAL | SPAL | SPAL | SPAL | SPAL | SPAL |    |  |
|    |            |            |            |            |            |            |            |        |        |        |        |        |        |     |        |        |        |        |     |        |        |        |        |           |           |           |           |           |      |      |           |           |     |      |      |      |      |      |      |      |      |    |  |
|    |            |            |            |            |            |            |            |        |        |        |        |        |        |     |        |        |        |        |     |        |        |        |        |           |           |           |           |           |      |      |           |           |     |      |      |      |      |      |      |      |      |    |  |
| 1ª | 2ª         | 3ª         | 4ª         | 5ª         | 6ª         | 7ª         | 8ª         | 9ª     | 10ª    | 11ª    | 12ª    | 13ª    | 14ª    | 15ª | 16ª    | 17ª    | 18ª    | 19ª    | 20ª | 21ª    | 22ª    | 23ª    | 24ª    | 25ª       | 26ª       | 27ª       | 28ª       | 29ª       | 30ª  | 31ª  | 32ª       | 33ª       | 34ª | 35ª  | 36ª  | 37ª  | 38ª  | 39ª  | 40ª  | 41ª  | 42ª  |    |  |

#### Classifica in divenire
|                | 1ª | 2ª | 3ª | 4ª | 5ª | 6ª | 7ª | 8ª | 9ª | 10ª | 11ª | 12ª | 13ª | 14ª | 15ª | 16ª | 17ª | 18ª | 19ª | 20ª | 21ª | 22ª | 23ª | 24ª | 25ª | 26ª | 27ª | 28ª | 29ª | 30ª | 31ª | 32ª | 33ª | 34ª | 35ª | 36ª | 37ª | 38ª | 39ª | 40ª | 41ª | 42ª |
|                |    |    |    |    |    |    |    |    |    |     |     |     |     |     |     |     |     |     |     |     |     |     |     |     |     |     |     |     |     |     |     |     |     |     |     |     |     |     |     |     |     |     |
| -------------- | -- | -- | -- | -- | -- | -- | -- | -- | -- | --- | --- | --- | --- | --- | --- | --- | --- | --- | --- | --- | --- | --- | --- | --- | --- | --- | --- | --- | --- | --- | --- | --- | --- | --- | --- | --- | --- | --- | --- | --- | --- | --- |
| Ascoli         | 1  | 2  | 3  | 4  | 7  | 7  | 7  | 7  | 7  | 10  | 11  | 14  | 17  | 17  | 18  | 18  | 21  | 22  | 23  | 24  | 27  | 30  | 31  | 32  | 33  | 34  | 34  | 34  | 34  | 35  | 38  | 38  | 38  | 38  | 39  | 40  | 41  | 44  | 45  | 46  | 49  | 49  |
| Avellino       | 1  | 1  | 2  | 2  | 2  | 3  | 6  | 6  | 9  | 9   | 12  | 12  | 12  | 13  | 16  | 16  | 16  | 17  | 17  | 20  | 21  | 24  | 25  | 26  | 29  | 32  | 35  | 36  | 36  | 36  | 37  | 37  | 40  | 41  | 41  | 44  | 45  | 45  | 45  | 46  | 46  | 50  |
| Bari           | 0  | 3  | 4  | 7  | 8  | 8  | 9  | 10 | 10 | 13  | 13  | 16  | 16  | 17  | 20  | 20  | 23  | 24  | 27  | 28  | 29  | 29  | 30  | 33  | 34  | 37  | 40  | 43  | 43  | 46  | 46  | 47  | 47  | 50  | 50  | 50  | 50  | 51  | 52  | 53  | 53  | 53  |
| Benevento      | 3  | 4  | 6  | 7  | 8  | 11 | 14 | 14 | 14 | 15  | 15  | 18  | 21  | 24  | 27  | 28  | 31  | 32  | 33  | 33  | 36  | 36  | 39  | 40  | 43  | 46  | 46  | 46  | 47  | 48  | 48  | 48  | 51  | 54  | 54  | 54  | 55  | 55  | 58  | 59  | 62  | 65  |
| Brescia        | 1  | 4  | 5  | 5  | 6  | 9  | 10 | 11 | 12 | 12  | 15  | 15  | 18  | 18  | 18  | 21  | 21  | 22  | 23  | 26  | 27  | 27  | 27  | 27  | 28  | 28  | 31  | 31  | 31  | 31  | 32  | 33  | 34  | 35  | 35  | 38  | 39  | 42  | 45  | 46  | 47  | 50  |
| Carpi          | 3  | 4  | 4  | 5  | 6  | 9  | 10 | 13 | 16 | 16  | 19  | 19  | 20  | 21  | 21  | 24  | 27  | 28  | 31  | 32  | 32  | 33  | 33  | 33  | 33  | 36  | 36  | 37  | 40  | 43  | 43  | 44  | 47  | 48  | 48  | 51  | 51  | 54  | 55  | 58  | 59  | 62  |
| Cesena         | 1  | 2  | 5  | 5  | 6  | 6  | 7  | 8  | 9  | 10  | 10  | 10  | 10  | 13  | 13  | 16  | 16  | 19  | 19  | 22  | 22  | 23  | 24  | 27  | 28  | 29  | 29  | 30  | 31  | 31  | 34  | 34  | 35  | 36  | 39  | 42  | 43  | 46  | 49  | 49  | 52  | 53  |
| Cittadella     | 3  | 6  | 9  | 12 | 15 | 15 | 18 | 18 | 18 | 18  | 19  | 22  | 25  | 25  | 28  | 28  | 28  | 28  | 31  | 31  | 34  | 37  | 37  | 38  | 39  | 39  | 39  | 42  | 43  | 44  | 44  | 47  | 50  | 51  | 54  | 54  | 57  | 57  | 57  | 60  | 63  | 63  |
| Frosinone      | 3  | 3  | 6  | 7  | 8  | 8  | 8  | 11 | 14 | 15  | 18  | 21  | 24  | 27  | 30  | 31  | 32  | 32  | 35  | 38  | 38  | 38  | 41  | 44  | 47  | 48  | 51  | 52  | 53  | 53  | 56  | 59  | 60  | 61  | 62  | 62  | 62  | 65  | 68  | 71  | 71  | 74  |
| Latina         | 0  | 1  | 1  | 2  | 3  | 4  | 5  | 8  | 8  | 9   | 10  | 10  | 13  | 16  | 17  | 18  | 19  | 20  | 21  | 22  | 23  | 26  | 26  | 26  | 26  | 26  | 29  | 30  | 31  | 31  | 32  | 32  | 31  | 31  | 31  | 31  | 31  | 34  | 30  | 31  | 32  | 35  |
| Novara         | 1  | 1  | 4  | 4  | 5  | 5  | 5  | 8  | 8  | 11  | 14  | 14  | 14  | 17  | 17  | 18  | 21  | 22  | 25  | 25  | 28  | 28  | 29  | 30  | 31  | 34  | 37  | 40  | 43  | 44  | 45  | 46  | 46  | 46  | 47  | 50  | 50  | 50  | 50  | 53  | 56  | 56  |
| Perugia        | 1  | 1  | 2  | 3  | 3  | 6  | 9  | 12 | 15 | 16  | 16  | 19  | 22  | 23  | 24  | 25  | 26  | 29  | 29  | 30  | 30  | 31  | 32  | 35  | 38  | 39  | 39  | 40  | 43  | 44  | 47  | 48  | 51  | 52  | 52  | 53  | 56  | 57  | 60  | 61  | 62  | 65  |
| Pisa           | 0  | 3  | 4  | 7  | 8  | 11 | 12 | 12 | 12 | 13  | 14  | 15  | 15  | 15  | 15  | 18  | 19  | 20  | 20  | 21  | 21  | 24  | 25  | 26  | 27  | 28  | 31  | 31  | 32  | 32  | 30  | 31  | 31  | 32  | 32  | 32  | 32  | 33  | 34  | 34  | 35  | 35  |
| Pro Vercelli   | 1  | 2  | 2  | 2  | 3  | 6  | 6  | 9  | 12 | 12  | 13  | 13  | 14  | 15  | 16  | 17  | 18  | 18  | 21  | 21  | 24  | 24  | 24  | 25  | 25  | 25  | 28  | 29  | 32  | 33  | 34  | 35  | 38  | 39  | 42  | 45  | 46  | 47  | 47  | 48  | 49  | 49  |
| Salernitana    | 1  | 2  | 2  | 2  | 3  | 6  | 6  | 9  | 10 | 11  | 12  | 13  | 13  | 16  | 17  | 18  | 18  | 21  | 21  | 21  | 24  | 27  | 27  | 28  | 31  | 32  | 32  | 32  | 33  | 36  | 39  | 42  | 45  | 46  | 46  | 49  | 50  | 51  | 51  | 51  | 54  | 54  |
| SPAL           | 0  | 3  | 4  | 5  | 5  | 5  | 8  | 11 | 12 | 15  | 15  | 18  | 21  | 24  | 25  | 26  | 29  | 32  | 32  | 35  | 36  | 39  | 40  | 41  | 44  | 45  | 48  | 51  | 52  | 55  | 58  | 58  | 58  | 61  | 64  | 67  | 70  | 73  | 74  | 75  | 75  | 78  |
| Spezia         | 1  | 2  | 3  | 6  | 7  | 10 | 13 | 13 | 13 | 16  | 17  | 17  | 17  | 18  | 21  | 22  | 23  | 23  | 26  | 27  | 28  | 28  | 31  | 34  | 37  | 38  | 38  | 41  | 41  | 44  | 45  | 45  | 45  | 48  | 51  | 51  | 54  | 54  | 55  | 56  | 57  | 60  |
| Ternana        | 3  | 3  | 4  | 5  | 6  | 7  | 7  | 7  | 8  | 9   | 9   | 12  | 12  | 12  | 15  | 16  | 19  | 20  | 20  | 20  | 20  | 20  | 23  | 23  | 23  | 23  | 23  | 23  | 23  | 26  | 26  | 29  | 32  | 32  | 35  | 36  | 39  | 39  | 40  | 43  | 46  | 49  |
| Trapani        | 1  | 2  | 3  | 4  | 5  | 5  | 5  | 5  | 6  | 6   | 9   | 9   | 9   | 10  | 11  | 11  | 11  | 12  | 12  | 12  | 13  | 16  | 19  | 20  | 21  | 22  | 25  | 25  | 26  | 26  | 29  | 32  | 32  | 35  | 38  | 38  | 41  | 41  | 44  | 44  | 44  | 44  |
| Verona         | 3  | 4  | 4  | 7  | 10 | 13 | 16 | 17 | 20 | 23  | 24  | 27  | 30  | 30  | 30  | 33  | 34  | 34  | 37  | 38  | 41  | 41  | 44  | 45  | 45  | 46  | 46  | 49  | 52  | 53  | 54  | 55  | 58  | 58  | 59  | 62  | 65  | 66  | 69  | 72  | 73  | 74  |
| Vicenza        | 0  | 0  | 1  | 4  | 4  | 5  | 5  | 6  | 9  | 10  | 10  | 10  | 13  | 13  | 14  | 15  | 15  | 18  | 21  | 24  | 25  | 26  | 27  | 27  | 27  | 28  | 28  | 29  | 30  | 33  | 33  | 34  | 34  | 34  | 37  | 37  | 38  | 41  | 41  | 41  | 41  | 41  |
| Virtus Entella | 0  | 3  | 4  | 5  | 8  | 8  | 11 | 12 | 15 | 16  | 19  | 22  | 22  | 23  | 23  | 24  | 25  | 26  | 26  | 29  | 29  | 32  | 33  | 34  | 34  | 35  | 38  | 39  | 42  | 43  | 43  | 46  | 47  | 50  | 50  | 51  | 51  | 51  | 51  | 51  | 51  | 54  |

Note:
- Ternana-Pisa della 1ª giornata è stata effettivamente giocata tra la 2ª e la 3ª giornata, pertanto la tabella potrebbe rispecchiare solo in parte il reale andamento delle squadre in quel periodo di tempo.
- Ascoli-Cesena della 2ª giornata è stata effettivamente giocata tra la 6ª e la 7ª giornata, pertanto la tabella potrebbe rispecchiare solo in parte il reale andamento delle squadre in quel periodo di tempo.
- Ascoli-Virtus Entella della 13ª giornata è stata effettivamente giocata tra la 18ª e la 19ª giornata, pertanto la tabella potrebbe rispecchiare solo in parte il reale andamento delle squadre in quel periodo di tempo.
- Ascoli-Pro Vercelli della 22ª giornata è stata effettivamente giocata tra la 25ª e la 26ª giornata, pertanto la tabella potrebbe rispecchiare solo in parte il reale andamento delle squadre in quel periodo di tempo.

#### Classifiche di rendimento

##### Rendimento andata-ritorno
| Andata         | Andata | Ritorno        | Ritorno |
|                |        |                |         |
| Verona         | 41     | SPAL           | 42      |
| Frosinone      | 38     | Frosinone      | 36      |
| Benevento      | 36     | Perugia        | 35      |
| SPAL           | 36     | Verona         | 33      |
| Cittadella     | 34     | Spezia         | 32      |
| Carpi          | 32     | Cesena         | 31      |
| Perugia        | 30     | Trapani        | 31      |
| Virtus Entella | 29     | Salernitana    | 30      |
| Bari           | 29     | Carpi          | 30      |
| Spezia         | 28     | Cittadella     | 29      |
| Novara         | 28     | Benevento      | 29      |
| Ascoli         | 27     | Ternana        | 29      |
| Brescia        | 27     | Avellino       | 29      |
| Vicenza        | 25     | Novara         | 28      |
| Salernitana    | 24     | Pro Vercelli   | 25      |
| Pro Vercelli   | 24     | Virtus Entella | 25      |
| Latina         | 23     | Bari           | 24      |
| Cesena         | 22     | Ascoli         | 22      |
| Pisa           | 21     | Brescia        | 22      |
| Avellino       | 21     | Vicenza        | 16      |
| Ternana        | 20     | Pisa           | 14      |
| Trapani        | 13     | Latina         | 12      |

##### Rendimento casa-trasferta
| Casa         | Casa | Trasferta    | Trasferta |
|              |      |              |           |
| SPAL         | 47   | SPAL         | 31        |
| Frosinone    | 46   | Verona       | 31        |
| Benevento    | 45   | Perugia      | 30        |
| Verona       | 43   | Frosinone    | 28        |
| Cittadella   | 41   | Carpi        | 26        |
| V.Entella    | 41   | Ascoli       | 24        |
| Spezia       | 40   | Cittadella   | 22        |
| Bari         | 39   | Benevento    | 21        |
| Avellino     | 37   | Vicenza      | 20        |
| Novara       | 36   | Novara       | 20        |
| Carpi        | 36   | Spezia       | 20        |
| Brescia      | 36   | Cesena       | 19        |
| Salernitana  | 35   | Pro Vercelli | 19        |
| Perugia      | 35   | Salernitana  | 19        |
| Cesena       | 34   | Latina       | 18        |
| Ternana      | 34   | Pisa         | 16        |
| Pro Vercelli | 30   | Avellino     | 15        |
| Trapani      | 29   | Trapani      | 15        |
| Ascoli       | 25   | Ternana      | 15        |
| Pisa         | 23   | Brescia      | 14        |
| Vicenza      | 21   | Bari         | 14        |
| Latina       | 21   | V.Entella    | 13        |

#### Primati stagionali
Squadre
- Maggior numero di vittorie: SPAL (22)
- Minor numero di vittorie: Latina e Pisa (6)
- Maggior numero di pareggi: Latina e Pisa (21)
- Minor numero di pareggi: Cittadella (6)
- Maggior numero di sconfitte: Ternana e Vicenza (19)
- Minor numero di sconfitte: Perugia (7)
- Miglior attacco: SPAL(66 gol fatti)
- Peggior attacco: Pisa (23 gol fatti)
- Miglior difesa: Spezia (34 gol subiti)
- Peggior difesa: Brescia (58 gol subiti)
- Miglior differenza reti: SPAL (+27)
- Peggior differenza reti: Vicenza (-19)
- Miglior serie positiva: SPAL (20ª-31ª) e Pro Vercelli (27ª-38ª) (12)
- Maggior numero di vittorie consecutive: Cittadella (1ª-5ª), Frosinone (11ª-15ª) e SPAL (34ª-38ª) (5)
- Maggior numero di pareggi consecutivi: Latina (15ª-21ª) (7)
- Maggior numero di sconfitte consecutive: Ternana (24ª-29ª) (6)

Partite
- Partita con maggior numero di gol: Ternana-Novara 4-3 e Benevento-Bari 3-4 (7)
- Partita con maggiore scarto di gol: Avellino-Perugia 0-5 (5)
- Partita con più espulsi: Perugia-Bari, Ternana-Verona, Carpi-Pisa, Benevento-Spezia, Spezia-Verona, Spal-Brescia, Salernitana-Ternana, Benevento-Brescia, Carpi-Ternana, Ascoli-Latina, Salernitana-Carpi, Avellino-Salernitana, Verona-Benevento, Spezia-Trapani, Ascoli-Novara, Avellino-Perugia, SPAL-Cesena, Cittadella-Carpi, Bari-Verona, Salernitana-Frosinone e Ascoli-Benevento (2)
- Partita con più spettatori: Bari-Brescia (22.671)
- Partita con meno spettatori: Virtus Entella-Cittadella (1.566)

### Individuali

#### Classifica marcatori
| Gol | Rigori |  | Giocatore         | Squadra        |
| --- | ------ |  | ----------------- | -------------- |
| 23  | 5      |  | Giampaolo Pazzini | Verona         |
| 20  | 7      |  | Fabio Ceravolo    | Benevento      |
| 18  | 5      |  | Francesco Caputo  | Virtus Entella |
| 18  | 4      |  | Mirco Antenucci   | SPAL           |
| 17  | 1      |  | Federico Dionisi  | Frosinone      |
| 16  | 2      |  | Massimo Coda      | Salernitana    |
| 16  | 5      |  | Daniel Ciofani    | Frosinone      |
| 14  |        |  | Kevin Lasagna     | Carpi          |
| 14  | 3      |  | Camillo Ciano     | Cesena         |
| 14  | 2      |  | Andrea Caracciolo | Brescia        |
| 13  | 3      |  | Pablo Granoche    | Spezia         |
| 13  | 1      |  | Gianluca Litteri  | Cittadella     |
| 13  | 3      |  | Matteo Ardemagni  | Avellino       |
| 13  | 1      |  | Samuel Di Carmine | Perugia        |
| 12  | 2      |  | Andrej Gălăbinov  | Novara         |
| 12  | 4      |  | Felipe Avenatti   | Ternana        |
| 12  | 4      |  | Daniele Cacia     | Ascoli         |